# 台風
| 2013年にフィリピンを襲った台風30号の衛星画像 |  | 2005年に日本列島を襲った台風14号の衛星画像 |
| 2013年にフィリピンを襲った台風30号の衛星画像 |  | 2005年に日本列島を襲った台風14号の衛星画像 |

台風（たいふう、颱風、英: typhoon）とは、北西太平洋および南シナ海で発生する、強い熱帯低気圧の呼称である。この海域の熱帯低気圧の下層中心付近の最大平均風速が一定の基準に達した場合、台風と呼称される。最大風速の基準は気象機関によって異なる定義が用いられるが、世界気象機関は10分間平均の最大風速が風力12（64ノット、33 m/s、119 km/h）以上の熱帯低気圧のみをタイフーンと定義している。一方、日本の気象庁は風力8（34ノット、17 m/s、65 km/h）以上に達したものを台風と定義しており、日本語で台風といえば、通常こちらの定義に準拠する。このように「台風」は発達した熱帯低気圧を指すと同時に、その強さの階級を示す術語でもある。
国際的には、世界気象機関の規定により、北西太平洋（東経180度以西、赤道以北の太平洋）または南シナ海で発生した熱帯低気圧がトロピカル・ストームの強さに達した場合、日本の気象庁が台風委員会の14の加盟国・地域から提供された《台風の呼び名リスト》に基づき、その熱帯低気圧に台風番号の付番および命名を行う。他の海域で発生した熱帯低気圧が北西太平洋域に移動してきた場合（越境台風）は、台風番号のみが付番され、新たな呼び名は付与されず、他の海域での呼び名を引き継ぎ、台風の名称とする。
合同台風警報センターの統計によると、1950年の統計開始以来2023年までの間に、北西太平洋および南シナ海の海域では、毎年平均25.3個の命名された台風が発生し、そのうち平均16.5個がタイフーンの基準に達している。月別にみると、台風が最も多く発生するのは8月（平均5.5個）で、次いで9月（5.0個）が多い。

## 用語体系

### 語誌

#### 野分
台風の情景描写が日本語に初めて現れるのは平安時代の女流文学で、野の草を吹き分ける強い風という意味から、古くは秋の嵐を野分（のわき、のわけ）といった。
清少納言の『枕草子』には「野分のまたの日こそ、いみじうあはれに、をかしけれ」とある。紫式部の『源氏物語』には、〈野分〉の章があり、京都を襲った台風について、風の向きや勢い、空の色、木々の枝の折れる音、草露の乱れ散る様子などが、かなり具体的に描写されており、平塚 (2000)はこれを「日本初の台風ルポルタージュ」と評している。
江戸時代の俳諧には、松尾芭蕉が詠んだ句「猪も ともに吹るる 野分かな」が知られる。「野分」も「台風」も秋の季語である。
ただし、野分とは暴風そのものを表す文学的表現であり、気象学上の台風とは異なる概念である。

#### たいふう/台風/タイフーン
江戸時代の末には、清国に倣って海洋の暴風を颶風（ぐふう）と訳した文献もあったが、明治の初めには、古来の和語「おおかぜ」を「大風」と表記したり、英語の typhoon から「タイフーン」とカタカナで書いたりすることが一般的だった。
「たいふう」という日本語が出現したのは明治の末頃のことで、1907年（明治40年）に後に中央気象台長となる気象学者の岡田武松が、英語の typhoon の訳語として、「たいふう」に中国の文献に見える颱風という漢字を当て、「発達した熱帯低気圧」と学術的に定義したことが始まりといわれる。彼の著述によって、颱風という気象用語は大正期に一般化し日本語の中に定着した。第二次世界大戦後の1946年（昭和21年）に当用漢字が制定され、「颱」の字が表外漢字となると、颱風は1956年（昭和31年）の同音の漢字による書きかえに伴って台風という代用表記となり、現在に至る。なお、沖縄方言（ウチナーグチ）では「テーフー」（台風）または「ウーカジ」（大風）と呼ばれる。
中国においては清末、「颶風」がより一般的に使用され、メドハーストの『英華字典』（1847-48年）では typhoon に「太風」「颶風」が当てられている。1922年に気象学者の竺可楨が「颱風」を typhoon の対訳として推奨し、中央研究院気象研究所の所長として「颱風」を独占的に使用したことで、「颱風」が主流となった。
字義について、曲亭馬琴は『椿説弓張月』の続編（1808年/文化5年）で、「颶」の字を「ハヤテ」と訓し、「颱」の字を「アカシマ」と訓した。馬琴は「颱」の字について、徐葆光の『中山伝信録』巻一（1721年/康熙60年/享保6年）「風信考」を出典とし、徐はそれを程順則の『指南広義』（1708年/康熙47年）による考と自注している。「颱」の字は『康熙字典』にも『正字通』にも『辞源』にも掲載されていないが、1684年（康熙23年）編纂の『福建通志』巻五十六「土風志」（台湾府）の中の「四時風信」に見え、これらの諸書に載る「颱」の字源は実質、ここに帰着するのでないかと新村 (1943)は論考している。
一方、英語の typhoon の初出は早くても1550年代で、中国語広東方言の tai fung 〈大風〉を起源とし、アラビア語で〈くるくる回る〉という意の tāfa に由来する طوفان ṭūfān 〈洪水を起こす暴風〉の意、およびギリシャ語で〈旋風〉を意味する tuphōn の影響を受けて、現在の語形・用法となったと考えられる。
個々の語の由来については、さまざまな説が唱えられているが、現代英語の typhoon の用法を派生させたアラブ人やポルトガル人が用いた種々の語が、中国語に起源を持つという説は、概ね一般に受け入れられている。

### 用語の定義
ここでは、台風に関する気象用語について解説する。
気象庁太平洋台風センター（英: RSMC Tokyo - Typhoon Center）の責任海域（赤道以北、かつ東経100度から東経180度までの範囲）内にある熱帯低気圧の域内の最大持続風速が34ノット（およそ17 m/s）に達した場合、その熱帯低気圧を識別するための国際的に一意の台風番号（4桁の数字）および台風の呼び名（アジア名）が即時に同センターより付与され、台風と呼ばれるようになる。同海域では、沿岸諸国の気象機関がそれぞれ独自に台風の監視と予測を行っており、気象機関によって台風の発生を認定する際の基準となる風速の推定値に多少の誤差が生じることがあるが、国際的には日本の気象庁の判断が公式のものと定められている。
台風（発達した熱帯低気圧）を特徴づける諸要素を台風諸元という。台風委員会は、中心位置、中心位置の確度、大きさと眼の形、中心気圧、進行方向、移動速度、最大持続風速、最大瞬間風速、強風域、暴風域、特定の沿岸部の風津波ポテンシャル、特定の沿岸部の高潮ポテンシャルの合わせて12の要素を、台風（熱帯低気圧）の特徴的な諸元として定めている。主要諸元の定義は次の通り。
1. 中心位置：台風の雲の眼の中心、または眼が識別可能でない場合、風力/気圧中心（最も気圧の低いところ）とする[42]。等圧線や衛星画像の解析により、緯度および経度を0.1度単位で決定する[40]。
2. 中心位置の確度： 台風の中心位置の確度は、解析により台風の中心が円内に位置すると推定される円の最小半径の大きさで表現される[42]。「正確」（good）は概ね55 km（30海里）以下、「ほぼ正確」（fair）は概ね55 km–110 km（30–60海里）、「不確実」（poor）は概ね110 km（60海里）以上を表す[3]。
3. 中心気圧：台風の中心の地上気圧（実測値または推定値）[42]。
4. 進行方向：台風の中心が移動している方角[42]。
5. 移動速度：台風の中心が移動する速度[43]。
6. 最大持続風速（最大風速）：地上での平均風速の最大値[43]。
7. 最大瞬間風速：地上風速の瞬間的なピーク値[43][注 10]。
8. 強風域：台風や発達した低気圧の周辺で、平均風速が15m/s以上の風が吹いているか、地形の影響などがない場合に、吹く可能性のある領域[3]。通常、その範囲を円で示す[3]。
9. 暴風域：台風の周辺で、平均風速が25m/s以上の風が吹いているか、地形の影響などがない場合に、吹く可能性のある領域[3]。通常、その範囲を円で示す[3]。
10. 大きさ：台風に伴う強風域の半径を基準にして決める[3]。強風域の半径が非対称の場合は、その平均値をとる[3]。大きさの表現は§台風の階級を参照。
11. 強さ：台風の最大風速を基準にして決める[3]。強さの表現は§台風の階級を参照。

#### 台風の階級
台風委員会は、加盟国・地域間での情報交換用に、北太平洋西部における熱帯低気圧を強さに応じて、次の5つに分類している。
| 階級                                                     | 定義                                                          |
| -------------------------------------------------------- | ------------------------------------------------------------- |
| タイフーン Typhoon (TY)                                  | 最大持続風速が64 kt（33 m/s）以上のもの                       |
| シビア・トロピカル・ストーム Severe Tropical Storm (STS) | 最大持続風速が48–63 kt（25–32 m/s）の範囲のもの               |
| トロピカル・ストーム Tropical Storm (TS)                 | 最大持続風速が34–47 kt（17–24 m/s）の範囲のもの               |
| トロピカル・デプレッション Tropical Depression (TD)      | 中心位置は識別可能であるものの、最大持続風速が33 kt以下のもの |
| 低圧部 Low pressure area (L)                             | 中心位置が正確に評価できないもの                              |

上表と下表の国際分類で定義されるタイフーンと、下表の国内分類で定義される台風とは、最大風速の基準値が異なるため、台風とタイフーンは予報用語としては同義ではなく、混同しないように注意が必要である。
| 国内分類（和文）                                                                           | 国内分類（和文） | 最大風速 | 最大風速 | 国際分類（英文）                    |
| 国内分類（和文）                                                                           | 国内分類（和文） | m/s      | kt       | 国際分類（英文）                    |
| ------------------------------------------------------------------------------------------ | ---------------- | -------- | -------- | ----------------------------------- |
| 猛烈な                                                                                     | 台風             | ≧54      | ≧105     | 猛烈なタイフーン（VTY）             |
| 非常に強い                                                                                 | 台風             | 44–53    | 85–104   | 非常に強いタイフーン（VSTY）        |
| 強い                                                                                       | 台風             | 33–43    | 64–84    | タイフーン（TY）                    |
| （並の強さの）                                                                             | 台風             | 25–32    | 48–63    | シビア・トロピカル・ストーム（STS） |
| （弱い）                                                                                   | 台風             | 17–24    | 34–47    | トロピカル・ストーム（TS）          |
| （弱い）                                                                                   | 熱帯低気圧       | ＜17     | ＜34     | トロピカル・デプレッション（TD）    |
| 注：2000年6月1日以降、丸括弧で示した台風の強さを表す形容詞は、対外的には使用されていない。 |                  |          |          |                                     |

| 階級                                                       | 階級                     | 強風域の半径 (km) |
| （新）                                                     | （旧）                   | 強風域の半径 (km) |
| ---------------------------------------------------------- | ------------------------ | ----------------- |
| 超大型：（非常に大きい）                                   | 超大型：（非常に大きい） | ≧800km            |
| 大型：（大きい）                                           | 大型：（大きい）         | 500–799km         |
| （不使用）                                                 | 中型：（並の大きさ）     | 300–499km         |
| （不使用）                                                 | 小型：（小さい）         | 200–299 km        |
| （不使用）                                                 | ごく小さい               | ＜200 km          |
| 注：（旧）は1991年4月1日の改正から2000年6月1日の改正まで。 |                          |                   |

日本の気象庁が使用する、最も階級の低い熱帯低気圧のカテゴリーは、トロピカル・デプレッション（tropical depression）である。この用語は、中心付近の最大風速が34ノット（17 m/s）未満の熱帯低気圧に対して適用される。最大持続風速が34ノット（17 m/s）に達すると、トロピカル・ストーム（tropical storm）に階級分けされる。さらに勢力が強まり、最大持続風速が48ノット（25 m/s）に達すると、階級が一つ上がってシビア・トロピカル・ストーム（severe tropical storm）となる。最大持続風速が64ノット（33 m/s）に達すると、気象庁の熱帯低気圧の階級で最も高いカテゴリーのタイフーン（typhoon）に分類される。以上が、気象庁が台風情報を英文で報じる場合の用語法である。
和文で報じる場合は、トロピカル・デプレッション級を熱帯低気圧、トロピカル・ストーム級以上をまとめて台風と呼称し、最大風速の強さや強風域の大きさに基づき、台風の細分類を行っている。大きさによる分類は日本の気象庁独自のもので、風速15 m/s以上の強風域の大きさによって、下表のように台風を分類している。1962年（昭和37年）から1991年（平成3年）3月までは、強さを中心気圧で、大きさを1,000 mbar（hPaに相当）の等圧線の半径で、それぞれ分類していたが、静止気象衛星画像に基づく台風解析技術の向上により、信頼性の高い風速の推定値および分布が得られるようになったことに加えて、気圧よりも風速のほうが災害に直接関係するため、強さは風速で、大きさは強風域の半径で判断するよう基準が変更された。
これらを組み合わせて、かつては「中型で並の強さの台風」というような言い方をしていた。しかし、組み合わせによっては「ごく小さく弱い台風」などと表現される場合もあり、災害発生のリスクを過小評価されるおそれがあった。これらの大小および強弱の表現は風の強さを基準にしており、雨の強さは考慮に入れられていないためである。実際に1999年（平成11年）8月、「弱い熱帯低気圧」と表現される熱帯低気圧が関東地方を含む広い範囲に大雨をもたらし、神奈川県で13名のキャンプ客が増水した川に流されて死亡する玄倉川水難事故が発生した。この事故を契機として、気象庁は2000年（平成12年）6月以降、防災上の観点から「弱い」や「小型の」といった表現は予報用語としては使用しないことにした。
なお、台風の階級として最も高いカテゴリーに位置づけられる super typhoon の日本語訳として広まったスーパー台風という用語は、日本においては未だ明確な定義はない。一方、米国の合同台風警報センター (JTWC) では、風速130ノット（67 m/s）以上の台風をスーパータイフーン級として階級分けしている。これは、サファ・シンプソン・スケールのカテゴリー4の上限付近からカテゴリー5に相当する。ただし、JTWCを含む米国の気象機関は、風速の測定基準として1分間平均の推定値を採用している。そのため、JTWCの風速推定値は、国際標準である10分間平均の値を採用している日本の気象庁の推定値よりも高い数値が出やすい。一般的に、10分間平均の風速値は1分間平均の0.88倍相当といわれている。他方で、中国、香港、マカオおよびフィリピンの気象当局は、風速100ノット（51 m/s）以上の台風をスーパータイフーン級と定義している（ただし、中国気象局は2分間平均の風速値を採用している）。韓国気象庁は風速105ノット（54 m/s）以上の台風をスーパータイフーン級としており、これは日本の気象庁の「猛烈な台風」と同等の階級である。近年の台風の中では、2013年11月の台風30号（ハイエン）や、2016年9月の台風14号（ムーランティ）がスーパータイフーン級だったほか、1979年10月の台風20号（チップ）もスーパータイフーン級の台風とみなされている。
スーパー台風は、単に最大強度の階級であるだけでなく、その多くが急発達を経ることや、明瞭な眼、発達した眼の壁雲を有することなど、特別な性質や構造をもつことが知られており、上陸すれば大災害となるおそれがある。しかし、1987年に米軍の航空機による台風の観測が運用を終了し、主として過去の観測データと衛星画像の雲パターンの解析から風速を推定するドボラック法による推定値に頼るようになって以降、スーパー台風の風速の推定値に大きな誤差が含まれることが原因で、その発生数や強度を正確に知ることは困難な現状にある。
| 階級                       | 最大持続風速 | 最大持続風速 | SSHWS （参考） |
| 階級                       | kt           | m/s          | SSHWS （参考） |
| -------------------------- | ------------ | ------------ | -------------- |
| スーパー・タイフーン       | ≧137         | ≧70          | カテゴリー5    |
| スーパー・タイフーン       | 130–136      | 67–70        | カテゴリー4    |
| タイフーン                 | 113–129      | 58–66        | カテゴリー4    |
| タイフーン                 | 96–112       | 50–58        | カテゴリー3    |
| タイフーン                 | 83–95        | 43–49        | カテゴリー2    |
| タイフーン                 | 64–82        | 33–42        | カテゴリー1    |
| トロピカル・ストーム       | 34–63        | 17–32        | N/A            |
| トロピカル・デプレッション | ＜34         | ＜17         | N/A            |

| 最大持続風速 | 最大持続風速 | 最大持続風速 | 中国 (CMA)          | 香港・マカオ (HKO・SMG) | 台湾 (CWA) |
| kt           | m/s          | km/h         | 中国 (CMA)          | 香港・マカオ (HKO・SMG) | 台湾 (CWA) |
| ------------ | ------------ | ------------ | ------------------- | ----------------------- | ---------- |
| ≧100         | ≧51.0        | ≧185         | 超強台風 (Super TY) | 超強台風 (Super T)      | 強烈台風   |
| 81–99        | 41.5–50.9    | 150–184      | 強台風 (STY)        | 強台風 (ST)             | 中度台風   |
| 64–80        | 32.7–41.4    | 118–149      | 台風 (TY)           | 台風 (TY)               | 中度台風   |
| 48–63        | 24.5–32.6    | 88–117       | 強熱帯風暴 (STS)    | 強烈熱帯風暴 (STS)      | 軽度台風   |
| 34–47        | 17.2–24.4    | 63–87        | 熱帯風暴 (TS)       | 熱帯風暴 (TS)           | 軽度台風   |
| ≦33          | ≦17.1        | ≦62          | 熱帯低圧 (TD)       | 熱帯低気圧 (TD)         | 熱帯低気圧 |

| 国内分類   | 国内分類 | 最大持続風速 | 最大持続風速 | 最大持続風速 | 国際分類（参考）                   |
| 国内分類   | 国内分類 | kt           | m/s          | km/h         | 国際分類（参考）                   |
| ---------- | -------- | ------------ | ------------ | ------------ | ---------------------------------- |
| 超強力な   | 台風     | ≧105         | ≧54          | ≧194         | タイフーン (TY)                    |
| 非常に強い | 台風     | 85–104       | 44–53        | 158–193      | タイフーン (TY)                    |
| 強い       | 台風     | 64–84        | 33–43        | 119–157      | タイフーン (TY)                    |
| 中くらいの | 台風     | 48–63        | 25–32        | 90–118       | シビア・トロピカル・ストーム (STS) |
| ―          | 台風     | 34–47        | 17–24        | 61–89        | トロピカル・ストーム (TS)          |

| 階級                               | 最大持続風速 | 最大持続風速 | 最大持続風速 |
| 階級                               | kt           | m/s          | km/h         |
| ---------------------------------- | ------------ | ------------ | ------------ |
| スーパー・タイフーン (STY)         | ≧100         | ≧51          | ≧185         |
| タイフーン (TY)                    | 64–99        | 33–50        | 118–184      |
| シビア・トロピカル・ストーム (STS) | 48–63        | 24–32        | 87–117       |
| トロピカル・ストーム (TS)          | 34–47        | 17–24        | 62–86        |
| トロピカル・デプレッション (TD)    | ＜34         | ＜17         | ＜62         |

## 台風の構造
熱帯低気圧の一種である台風は、温帯低気圧とは異なる特徴的な構造や性質を持つ。

## 台風の発生から消滅まで

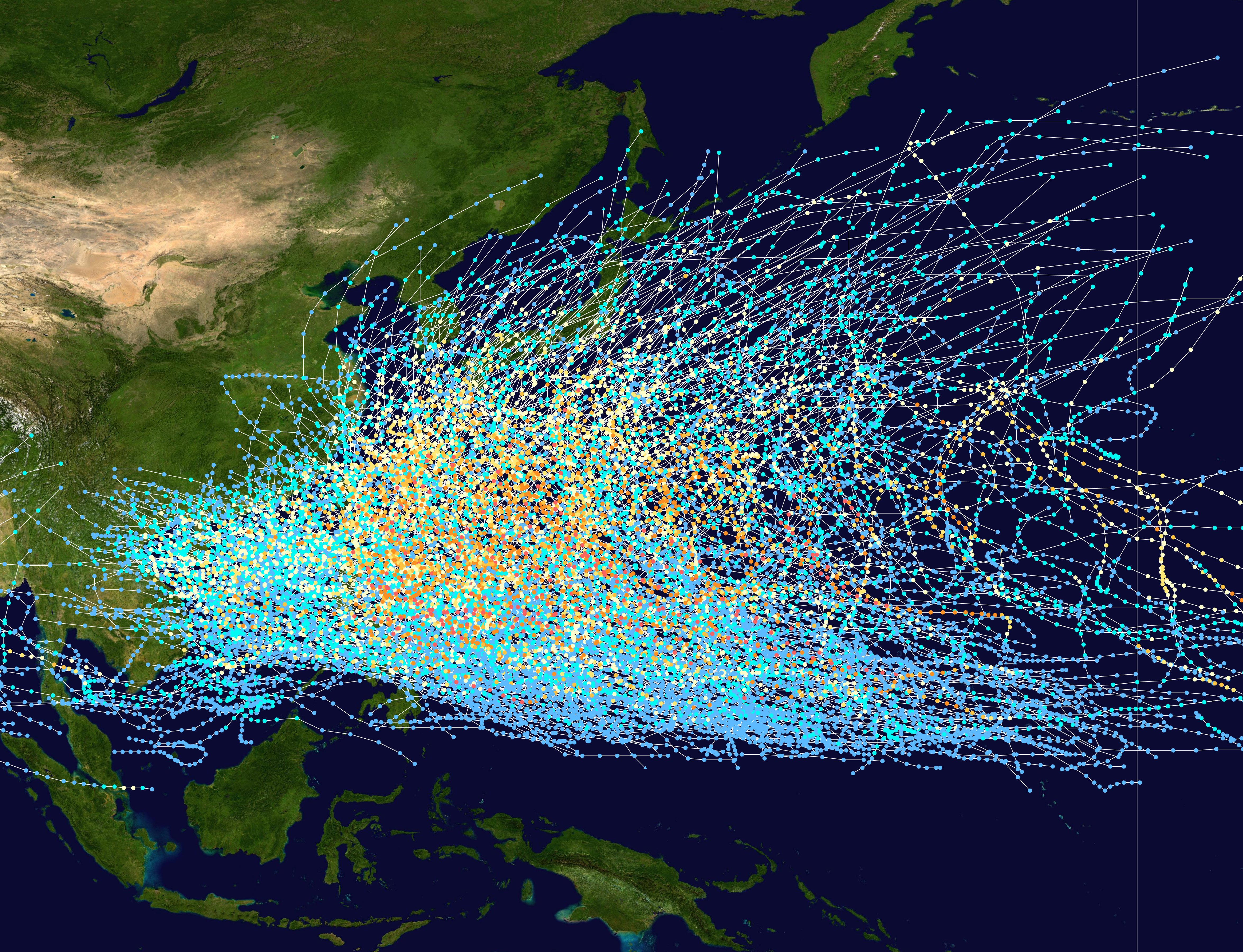
1980年から2005年までの北西太平洋上での熱帯低気圧の経路。

ほとんどの台風は北半球における夏から秋にかけて発生する。最盛期のコースを例にとると、発生当初は貿易風の影響で西寄りに北上しつつ、太平洋高気圧の縁に沿って移動し、転向した後は偏西風の影響で東寄りに北上し、ジェット気流の強い地域に入ると速度を速めて東進し、海水温や気温の低下に起因する中心部上昇気流勢力の低下、海上に比べ起伏が激しくまた昼夜の温度差が大きい陸への上陸によって勢力を弱めていく。ただこのような教科書的なコースを辿るものはそれほど多くなく、太平洋高気圧の影響により西進し続けたり、停滞したりと、複雑な経路をとるものもしばしば現れる。日本列島やフィリピン諸島、台湾、中国華南・華中沿海部、朝鮮半島などに大きな被害を与える。コースによってはベトナムやマレーシア、マリアナ諸島、ミクロネシアなどを通ることもある。稀ではあるが冬季にも、海水温の高い低緯度で発生する。コースの北限はジェット気流であり、その流路変化に伴って暖かくなるにつれコースは北に移り、夏を過ぎると南に下がってくる。

### 台風の一生

#### 台風の発生
台風やハリケーン・サイクロンなどの熱帯低気圧を発生する機構については様々な説が唱えられてきた。熱帯の強い日射により海面に生じた上昇気流によるという説、熱帯収束帯（赤道前線）上に発生するという説などが出されたが、どれも不完全であった。
現在では、「偏東風波動説」が多くの支持を集めている。南北両半球の北緯（南緯）30度付近には、赤道で上昇して北上（南下）した空気塊（潜熱を含む空気）がハドレー循環により上空に滞留してのち下降し、「亜熱帯高圧帯」が形成される。北太平洋高気圧もその例であるが、これらの高気圧から赤道方向に向けて吹き出した風はコリオリの力を受けて恒常的な東風になる。これが偏東風で、この風の流れの中にうねり（波動）ができると反時計周りの渦度が生じ、水蒸気が凝結する際に発生する潜熱がエネルギー源となり熱帯低気圧となるという考えである。なぜ波動が出来るのかはまだはっきりしないが、実際の状況には最もよく合致した説である。
ただし、そうして発生した波動の多くは発達せずにつぶれてしまう。1万メートル以上の上層に高気圧を伴う場合には高気圧の循環による上昇気流の強化により台風に発達すると思われる。
一般に台風が発生する場合は海面の水温が26 - 27 ℃以上であり、高温の海面から蒸発する水蒸気が原動力になっている。また台風の発生のうえでコリオリの力は必要であり、コリオリの力が小さい赤道付近（緯度5度くらいまで）では顕著な熱帯低気圧が発生しない。

#### 台風の発達

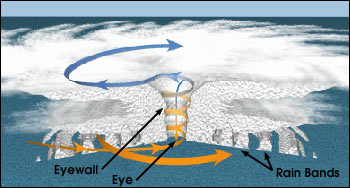
台風の内部構造を示した図Eye：目、Eyewall：目の壁、Rain Bands:降雨帯

台風の発達過程はかなり詳しくわかっている。台風の原動力は凝結に伴って発生する熱である。温暖な空気と寒冷な空気の接触等による有効位置エネルギーが変換された運動エネルギーが発達のエネルギー源になっている温帯低気圧との大きな違いはここにある。
上昇気流に伴って空気中の水蒸気は凝結し、熱（潜熱）を放出する。軽くなった空気は上昇する。すると地上付近では周囲から湿った空気が中心に向かい上昇し、さらに熱を放出しエネルギーを与える。このような条件を満たすときに台風は発達する。このような対流雲の発達の仕方をシスク（CISK、第2種条件付不安定）という。
なお、台風が北半球で反時計周りの渦を巻くのは、風が中心に向かって進む際にコリオリの力を受けるためである。
2個の台風が1,000 km以内にある場合、互いに干渉し合って複雑な経路をたどることがある。これを提唱者である第五代中央気象台長の藤原咲平の名前をとって藤原の効果と呼ぶ。その動きは、相寄り型、指向型、追従型、時間待ち型、同行型、離反型の6つに分類されている。
一般に、台風は日本の南海上で発達し日本列島に接近・上陸すると衰える傾向がある。これは、南海上では海水温が高く、上述した台風の発達に必要な要素が整っているためで、日本列島に近づくと海水温が26 ℃未満（真夏～初秋は日本列島付近でも26 ℃以上の場合があり、台風が衰えない場合もある）になることにより台風の発達は収束傾向になる。初夏および晩夏～秋に日本列島へ近づく台風の多くは高緯度から寒気を巻き込んで、徐々に温帯低気圧の構造へと変化し、前線が形成されるようになる。温帯低気圧化が進んだ台風は南北の温度差により運動エネルギーを得るため、海水温が25℃以下の海域を進んだり上陸してもほとんど衰えない場合がある。さらに高緯度へ進み、前線が中心部にまで達すると温帯低気圧化が完了となる。もしくは、台風内の暖気核が消滅することで温帯低気圧化することもあるが、この場合は必ずしも低気圧の中心まで前線が描かれない場合がある。
日本列島に上陸せず対馬海峡を通過して日本海南部に入った場合、または台風が日本列島にいったん上陸し、勢力が衰えた後に日本海南部へ出た場合は、暖流である対馬海流（海水温が26 ℃以上の場合のみ）の暖気が台風へエネルギーを供給することで再発達し、普段は台風による被害を受けにくい北海道、東北地方に甚大な被害を与える場合もある。1954年の洞爺丸台風（昭和29年台風第15号）や、1991年の平成3年台風第19号（りんご台風）、2004年の平成16年台風第18号などがその例である。

#### 台風の消滅
台風が海面水温の低い海域に達して水蒸気の供給が減少したり、移動する際の地表との摩擦によって台風本来のエネルギーを失うと熱帯低気圧や温帯低気圧に変化する。特に台風が北上して北方の冷たい空気を巻き込み始めると温帯低気圧に構造が変化する。
ただし、台風から温帯低気圧への変化は低気圧の構造の変化であり、必ずしも雨量や風速が弱くなるわけではない。2004年の台風18号では温帯低気圧に変化した後も中心気圧968hpa、最大風速30m/sの勢力をもち、この低気圧で北海道札幌市では最大瞬間風速50.2m/sを観測した。

### 各国への影響

#### 日本

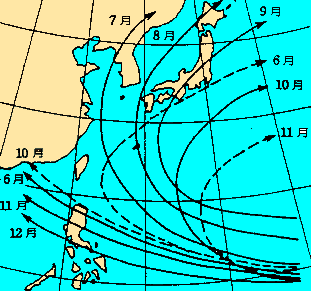
台風の月別の主な経路

台風が日本本土を襲う経路は様々であり、類型化は難しいが、典型的な台風として、北緯15度付近のマリアナ諸島近海で発生して西寄りに時速20キロメートル程度で進み、次第に北寄りに進路を変えて北緯25度付近、沖縄諸島の東方で転向し、北東に向けて加速しながら日本本土に達するというパターンが考えられる。台風の経路として書籍にもしばしば掲載される型であるが、実際にはこのような典型的な経路を取るものは少なく、まれには南シナ海で発生してそのまま北東進するもの、日本の南東海上から北西進するもの、あるいは狩野川台風（1958年〈昭和33年〉台風第22号）のように明確な転向点がなく北上するものなどもある。さらに、盛夏期で台風を流す上層の気流が弱く方向も定まらないような時期には、複雑な動きをする台風も見られる。
日本の気象庁の定義によれば、台風の上陸とは、台風の中心が北海道、本州、四国、九州の海岸に達することをいう。したがって、台風の中心が上記4島以外の島の海岸に至っても上陸とは言わないため、沖縄県に台風が上陸することはない。台風の中心が、小さい島や半島を横切って、短時間で再び海上に出ることは、台風の通過と呼ばれる。また、ある場所への台風の接近とは、台風の中心がその場所から半径300km以内に達することである。
日本には、平均して、毎年11個前後の台風が接近し、そのうち3個くらいが日本本土に上陸する。2004年には10個の台風が上陸し、上陸数の記録を更新した（2004年の台風集中上陸参照）。その一方で1984年、1986年、2000年、2008年、2020年のように台風が全く上陸しなかった年もある。
台風が日本本土に上陸するのは多くが7月から9月であり、年間平均上陸数は8月が最も多く、9月がこれに次ぐ。8月は、太平洋高気圧が日本付近を覆い、台風が接近しにくい状況ではあるが、台風発生数も最も多く、また高気圧の勢力には強弱の周期があるため、弱まって退いた時に台風が日本に接近・上陸することが多い。無論、西に進んでフィリピン・台湾・中国に上陸したり朝鮮半島方面に進んだりするものも少なくない。6月や10月にも数年に1度程度上陸することがある。最も早い例では1956年4月25日に台風3号が鹿児島県に上陸したことがあり、最も遅いものとしては、1990年11月30日に台風28号が紀伊半島に上陸した例がある。

#### フィリピン
フィリピンでは毎年6月から12月にかけてに台風が襲来するリスクが高くなる。フィリピンでは年平均で約20個の台風が領域内で発生するか領海内に進んできており、うち6～9個の台風が上陸している。フィリピンでは2004年から2014年にかけての11年間に88の台風の影響を受け、合計死者数18,015人、合計負傷者43,840人、合計経済損害額13,700百万USドルの被害が発生した。

## 台風の観測と進路予測
台風の中心位置や中心気圧、最大風速、大きさなどの値は、過去の観測データの蓄積により確立されたドボラック法に基づいて気象衛星画像から推定し、地上および船舶で風速が観測できた場合に都度、数値データを修正していく方法を採っているため、「中心付近の最大風速」は必ずしも実測値ではない。たとえば、洋上にある台風中心の風速を実測するには航空機が必要となり、実際に1987年（昭和62年）までは米軍が航空機観測を実施していた時期もあるが、観測員や設備・運用等の負担が大きく、現在日本では航空機による観測は恒常的な手段としては行われていない（学術研究目的での観測例はある）。

### 台風の観測

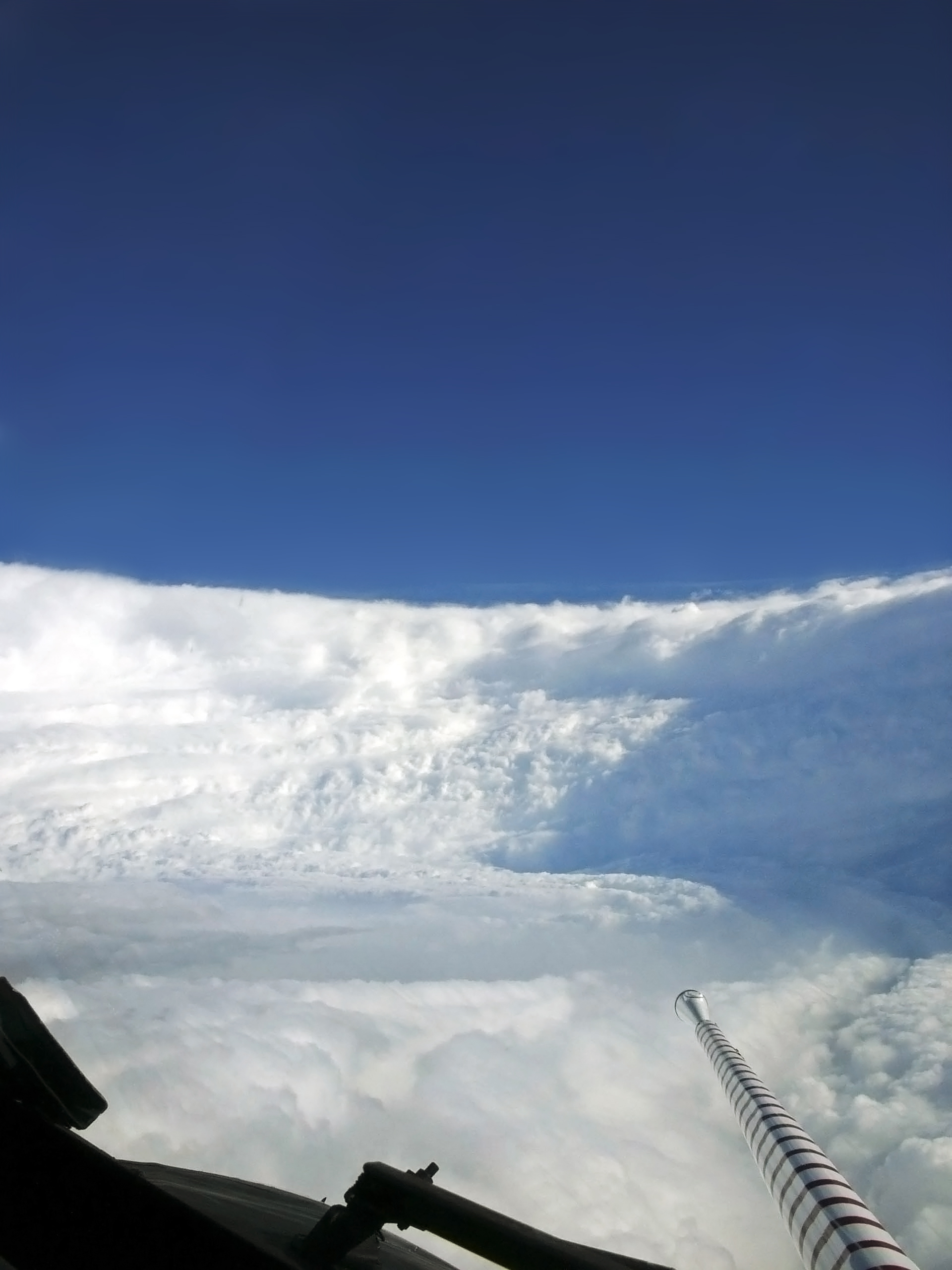
NOAAの観測機から撮影されたハリケーン・カトリーナの中心部

アメリカでは、1943年にテキサス州ヒューストンを襲ったサプライズ・ハリケーンの際に敢行された直接観測をきっかけとして、アメリカ軍が航空機により台風を直接観測するため、ハリケーン・ハンターと呼ばれる専門部隊を編成した。当初はアメリカ空軍とアメリカ海軍が個別に観測していたが、1993年からはアメリカ海洋大気庁 (NOAA) のNOAA ハリケーン・ハンターズに移管され、NOAA士官部隊が運用する観測機で直接観測を継続している。
日本の気象庁は緯度では赤道から北緯60度、経度では東経100度から180度までの範囲にある台風の位置決定と予報を担当する。
現在、台風の観測では気象衛星ひまわりが重要な役割を果たしており、雲画像の連続的な解析により台風の中心や風速などの観測がなされる。日本付近に接近あるいは上陸した台風については気象レーダーやアメダスも利用される。
2017年からは名古屋大学や琉球大学などの研究グループが航空機からドロップゾンデを投下、観測ドローンなどで直接観測を実施している。同研究グループは2017年10月21日、日本人研究者として初めて台風の中心付近を飛行機で直接観測することに成功した。得られたデータを衛星やレーダーからのデータと合わせることで予報精度の向上を目指している。

### 台風の進路予報表示
台風の進路予報表示では、平均風速が15m/s以上の強風域を黄色の円、同じく25m/s以上の暴風域を赤色の円で表す。12、24、48、72、96および120時間後の到達予想範囲は点線の予報円で記す。台風の進路が予報円の中に入る確率はおおよそ70%である。また、台風の中心が予報円の中を通った場合、暴風域に入る恐れがある範囲を赤い線で囲む。これを暴風警戒域という。
台風の進路予報表示は1953年（昭和28年）6月から1982年（昭和57年）5月まで扇形方式、1986年（昭和61年）5月まで予報円方式が用いられ、1986年（昭和61年）6月以降は現行の予報円・暴風警戒域方式が用いられている。また、予報期間は2002年（平成14年）6月から2009年（平成21年）3月は72時間先まで、2009年（平成21年）4月から120時間先まで発表されるようになっている。さらに、2020年（令和2年）9月9日からは、24時間以内に台風に発達する見込みの熱帯低気圧についても120時間先までの予報が出されている。

## 台風の影響

### 台風による被害

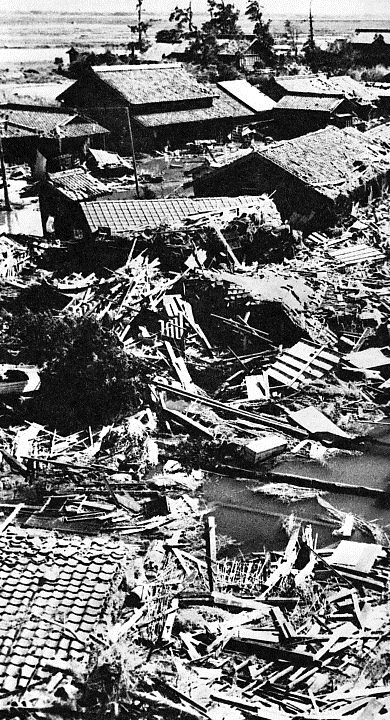
伊勢湾台風による愛知県半田市における被害の様子

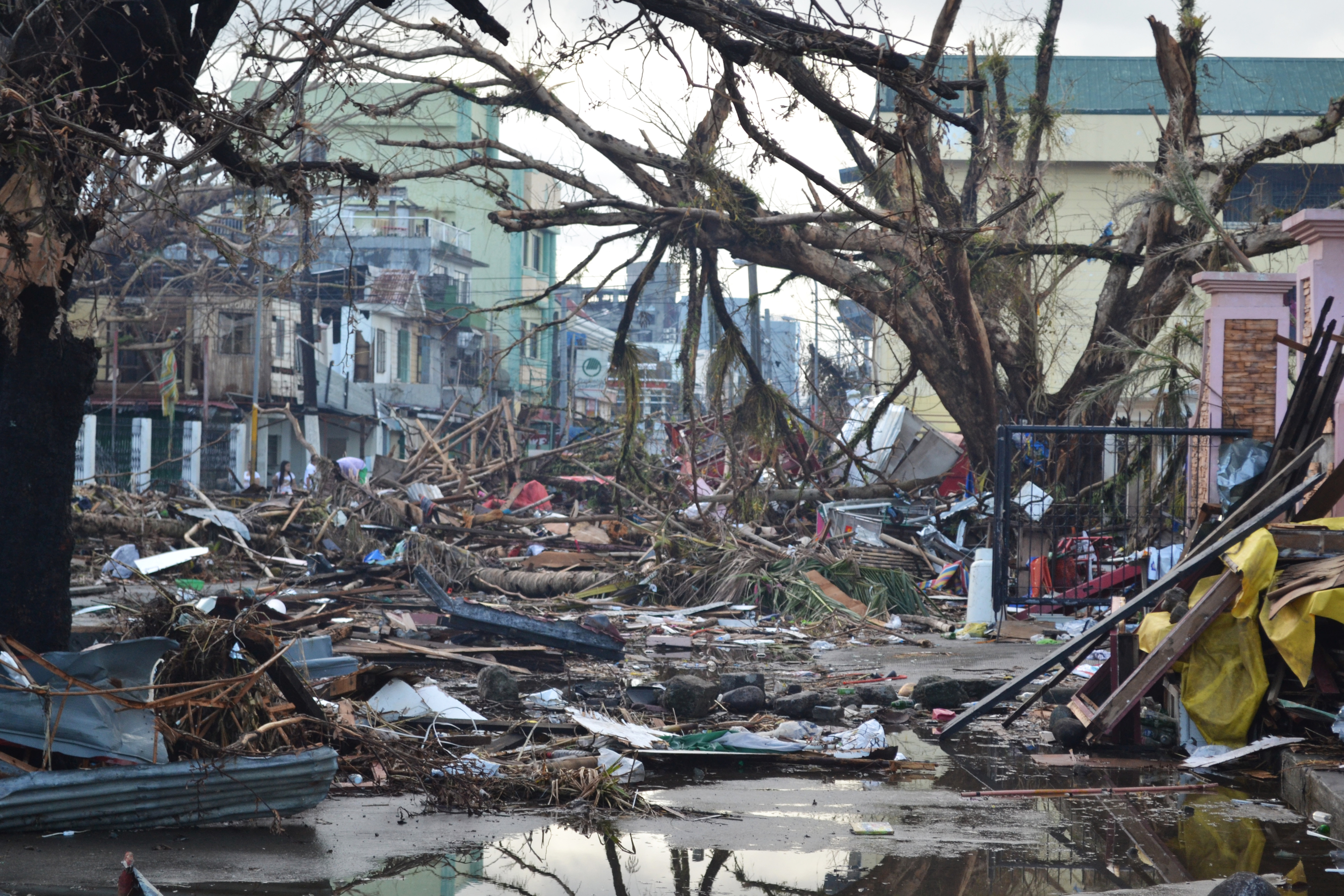
2013年の台風30号通過後のタクロバン市街（フィリピン）

台風が上陸あるいは接近すると、暴風（強風）による人工物や樹木の倒壊、高潮・高波や大雨による水害（洪水や浸水のほか、土砂崩れ・地すべりなどの被害が発生する。

#### 雨
- 渦性降雨 - 台風の中心付近では激しい雨となる。
- 地形性降雨 - 台風により山地に向かって気流を生じるような地形では大雨となりやすい。
- 前線の発達 - 台風の接近により時期によっては秋雨前線や梅雨前線を刺激して大雨をもたらし、これによる被害が発生することも多い（例：平成24年台風第4号）。なお、台風の中心付近は暖かい空気で覆われた構造であり、台風そのものが前線を伴うことはない[77]。しかし、冷たい空気の影響で台風の中心に前線が達した場合、台風は温帯低気圧に変化する[77]。

#### 風
台風により暴風・強風を生じる。海岸近くでは吹き付けられた海水による塩害を生じることがあり、送電線の碍子（がいし）で放電現象を伴うこともある。

#### 波
台風により高波やうねりを生じる。波の高さが10mを超えることもある。強風による吹き寄せと気圧低下によって高潮を生じることがある。珊瑚礁のある海岸など地形によっては波群津波が発生することもある。

#### 雷
雲が発達する割には台風本体接近時には雷を伴うことは少ない。しかし台風による間接的な雷雨が発生することがある。台風本体においては、進行方向の左側で比較的発生しやすい。

#### その他
- 竜巻 - 関連性は解明されていないが、台風の接近による竜巻も発生することがある。
- 雪 - 熱帯低気圧であるため台風である時期には雪は降らないが、温帯低気圧に変化した後に高緯度地区で降雪となることや、冬型気圧配置となることによる降雪となることがある。稀に1932年晩秋に上陸した七五三台風や1990年の晩秋に上陸した台風28号のように、台風接近時に山間部の集落で大雪が降ったケースもある。

台風が日本海側を通った時、接近時の日本海側や、台風が太平洋側を通った時の離れていく時の太平洋側で、台風によるフェーン現象が発生しやすく（特に前者）乾燥した熱風による火災や急激な気温上昇による雪崩なども起こりやすい。
なお、台風が過ぎ去った後、台風が通過した地域では空が晴れ渡って良い天気になることがあり、これを「台風一過（たいふういっか）」と呼ぶ。（ ウィクショナリーには、台風一過の項目があります。）
日本における台風の被害は、記録が明確な20世紀中盤以降、確実に減少してきている。これには、学術面では台風研究の発展、行政では予報の充実や経験等をもとにした防災体制の構築、民間では災害記録の伝承や自主防災活動による効果と考えられる。上陸時勢力が日本史上稀に見る強さであった伊勢湾台風以降、災害対策基本法制定をはじめ、伊勢湾台風クラスあるいは「スーパー伊勢湾台風」クラスの台風に耐えられるような防災体制が目標とされてきた。しかし、現在においても大きな被害が出て、さらなる防災の強化が行われている地域もある。また、日本の周辺諸国、特に東南アジアでは防災体制やインフラ等がまだ成熟していないため、地すべりや洪水等により多数の死者を伴う甚大な被害が発生することがある。

### 雨台風・風台風
| 雨台風であったカスリーン台風は、関東を中心に豪雨による甚大な浸水被害をもたらした。 |  | 風台風であった洞爺丸台風は、記録的暴風や高波により洞爺丸を沈没させた。 |
| 雨台風であったカスリーン台風は、関東を中心に豪雨による甚大な浸水被害をもたらした。 |  | 風台風であった洞爺丸台風は、記録的暴風や高波により洞爺丸を沈没させた。 |

風による被害は比較的小さい一方で、雨による被害が大きい台風を雨台風と呼ぶ。一般的に、梅雨期に接近上陸する台風や秋雨前線の活動が活発な秋季の台風は、風よりも雨による被害が大きい。過去の代表的な雨台風の例としては、1947年のカスリーン台風や1958年の狩野川台風などが挙げられる。反対に、雨による被害は比較的小さい一方で、風による被害が大きい台風を風台風と呼び、過去の代表的な風台風の例としては、1954年の洞爺丸台風や1991年の平成3年台風第19号、2004年の平成16年台風第18号などが挙げられる。しかし、これらはいずれも気象庁が定めた俗称であり、あくまで便宜的な区別であるため厳密な定義はない。なお、台風そのものに「雨が強い」「風が強い」などの性質があるわけではなく、台風によって引き起こされた災害の結果によって、これらの言葉が使用されているだけである。
勢力が強い台風の場合は、雨と風の両方で甚大な被害が出ることも少なくない。平成18年台風第13号（2006年）では、九州付近の前線の活発化で、梅雨末期のような集中豪雨を呈した。佐賀県伊万里市では期間降水量の7割が上陸前日に降る集中豪雨となった。

### 台風による社会的な影響
- 交通機関の乱れ
  - 特に航空やフェリー航路の場合、暴風を伴うと大変危険なこと、また機体や使用船舶の遣り繰りがつかない（目的地や避難先が台風の進路上で運航できない）事等から台風が通過した後も運休するケースが多い。
  - 国内航空に関しては一日の機体の遣り繰りが複雑で一つの機体が5、6便運航することが多く、台風の関係ない地方でもどこかの路線で台風による欠航が発生することにより後続の機材繰りによって、使用する航空機が出発までに用意できずに欠航や遅延することもある。
  - また鉄道、バス、自動車道路（高速道路・国道など）も一定の風速または雨量をオーバーすると運休や通行止め、あるいは速度徐行がなされる場合もある。近年鉄道においては影響が予想される場合はあらかじめ長距離列車の運休や間引き運転・全列車の各駅停車運転などが行われ、事前事後のダイヤの混乱防止と輸送手段の確保の両立を図るケースが多い。(「計画運休」参照)
- 公衆施設（自治体の公共施設・サービス受付、レジャー施設、百貨店・スーパーマーケットなど）の営業休止・または早期打ち切り
- スポーツ試合やコンサート、イベントの中止・延期
- 屋内施設（ドーム球場や体育館、コンサートホールなど）で開かれるイベントであっても、交通機関のマヒによる関係者の現地入り不能や、観客の安全などを考慮してイベントを中止する事例がある（プロ野球でのドーム球場の中止事例はドーム球場#ドーム球場での試合中止事例参照）。
- 屋内退避による風水害からの避難を要する場合もある。

### 台風と水資源
被害という視点で語られることの多い台風も、日本では梅雨以後の夏期における、各地のダムや山間部の川の水資源確保の観点から見れば、定期的な台風の襲来は重要である。例えば、平成17年台風第14号（2005年）や平成19年台風第4号（2007年）は大きな被害（ともに激甚災害）を生んだが、台風襲来前は渇水によって0%となっていた早明浦ダムの貯水率をたった一晩で一気に100%以上にまで回復させたため、取水制限が解除された。つまり「台風が来なければよい」と一概には言えない。

### 台風と地球温暖化
気候変動に関する政府間パネルの第5次評価報告書でも示されているように、台風の大型化と地球温暖化は関係があるとする見方が強い。実際2004年には例年の3.8倍の数の台風が日本に上陸し、平成27年9月関東・東北豪雨、令和元年東日本台風は日本各地に甚大な被害をもたらした。地球温暖化は海洋、大気両方に影響を与える。前者において海水温上昇による海水の蒸発量の増加に伴い大気中の水蒸気が増加し、上昇気流が起きやすくなる。これによって発生した台風は大型化しやすくなる。後者においては対流圏の気温減率が小さくなり大気は安定する。このため台風ができにくくなり数は減少する。地球温暖化は台風に相反する2種の影響を与える。

### 台風と生物学的自然
台風は災害ではあるが、定期的に襲来するものであり、それなりに地域の自然の中で位置づけを持つものでもある。たとえば沖縄では台風の降水は地域住民にとっては水確保の上で重要な意味を持つ。同様に、沖縄における森林の物質循環を考える場合、落葉量に関しては、台風時のそれを無視することが出来ない。
また、台風に乗って移動する動物もある。定着している分布域ではないところに見つかるチョウを迷蝶というが、日本では熱帯域の種が本土で見つかる例があり、往々にして台風の後である。たとえばメスアカムラサキやカバマダラなどが、このようにして出現し、冬までに世代を重ねる例が知られる。それらは冬を越せない死滅回遊の例でもある。ウスバキトンボなどもこの例である。同様に、沖縄以南で繁殖し、本州付近ではまれにしか観察されない野鳥が迷鳥として台風の後に観察されることがある。
また、台風が太平洋上の生物を日本沿岸に吹き寄せる例もある。台風通過後に砂浜にそれらが打ち上げられる場合があり、カツオノエボシやカツオノカンムリなどのクラゲ類、アサガオガイやルリガイ、あるいはササノツユやマルカメガイなどの翼足類などが見られることがあり、貝類採集家などがこれを狙う。

## 台風の制御・利用の試み
日本では、台風の目に航空機から氷や水、人工降雨を促すヨウ化銀を散布して熱を奪い、勢力を弱める研究「タイフーンショット」が始まっている（「ムーンショット」にちなんだ命名）。また無人の帆船に台風を自動追尾させて発電に利用する構想もある

## 過去の記録的な台風

### 日本
1930年代以前
| 室戸台風通過後の四天王寺の様子 |  | 室戸台風通過後の四天王寺の様子 |
| 室戸台風通過後の四天王寺の様子 |  |                                |

- 永祚の風：989年9月（永祚元年8月）近畿地方。「夜、天下に大風。皇居の門・高楼・寝殿・回廊及び諸々の役所、建物、塀、庶民の住宅、神社仏閣まで皆倒れて一軒も立つもの無く、木は抜け山は禿ぐ。又洪水高潮有り、畿内の海岸・河岸・人・畑・家畜・田この為皆没し、死亡損害、天下の大災、古今にならぶる無し、云々」（『扶桑略記』、原文は漢文）
- 弘安の役台風：1281年8月（弘安4年閏7月）西日本。弘安の役（元寇）で日本に来襲した元・高麗連合軍14万人のうち約10万人溺死。（これが後に神風として言い継がれることとなる。）
- シーボルト台風
- 安政3年の大風災：1856年9月23日（安政3年8月25日）から24日にかけての夜間に関東地方を襲った。伊豆半島付近から江戸のすぐ北を通過したと考えられる。猛烈な暴風と高潮で江戸をはじめ関東の広い範囲に大被害が起き、『近世史略』は死者10万人余りとしている。
- 1890年9月16日の台風：オスマン帝国の軍艦エルトゥールル号が、和歌山県の紀伊大島沖で遭難（エルトゥールル号遭難事件）
- 足尾台風（1902年9月28日）
- 1906年10月24日の台風：九州近海でサンゴ採り漁船が多数遭難、死者行方不明630名余り。
- 東京湾台風（1917年10月1日）：フィリピン東方から北東に進んで10月1日未明に東京北方を通過した台風で、東京湾に高潮発生、死傷者およそ3,000人[96]、全半壊流失家屋6万戸。東京で記録した952.4ヘクトパスカルの最低気圧記録は2019年10月現在も破られていない。
- 1921年9月26日の台風：本州南方をゆっくり東進していた台風が急に北上し、不意打ちの形で紀伊半島から日本を縦断。そのため警報発表が遅れ、富山県下で漁船の遭難多数。当時の伏木測候所長が世間の糾弾のため自殺した事件で知られる台風。ただし、測候所長の自殺の裏には気象観測施設に関する県と国のいさかいがあったようである。
- 新高台風（にいたかたいふう、1922年8月26日）：8月24日関東地方を通過した台風が北上して26日にはカムチャツカ半島付近に達し、その近海にいた日本帝国海軍の巡洋艦新高が沈没した。高緯度であったので、事故発生時には台風は温帯低気圧に変わっていた可能性もある。初めて固有名（ただし非公式）が付いた台風。
- 室戸台風（1934年9月21日）

1940年代
- 周防灘台風（昭和17年台風第16号）
- 枕崎台風（昭和20年台風第16号・Ida）
- 阿久根台風（昭和20年台風第20号・Louise）
- カスリーン台風（昭和22年台風第9号・Kathleen）
- アイオン台風（昭和23年台風第21号・Ione）
- デラ台風（昭和24年台風第2号・Della）
- ジュディス台風（昭和24年台風第9号・Judith）
- キティ台風（昭和24年台風第10号・Kitty）

1950年代
| ジェーン台風による高潮で浸水した大阪市街 |  | 1953年の台風13号の際に風で落下した広告塔 |
| ジェーン台風による高潮で浸水した大阪市街 |  | 1953年の台風13号の際に風で落下した広告塔 |

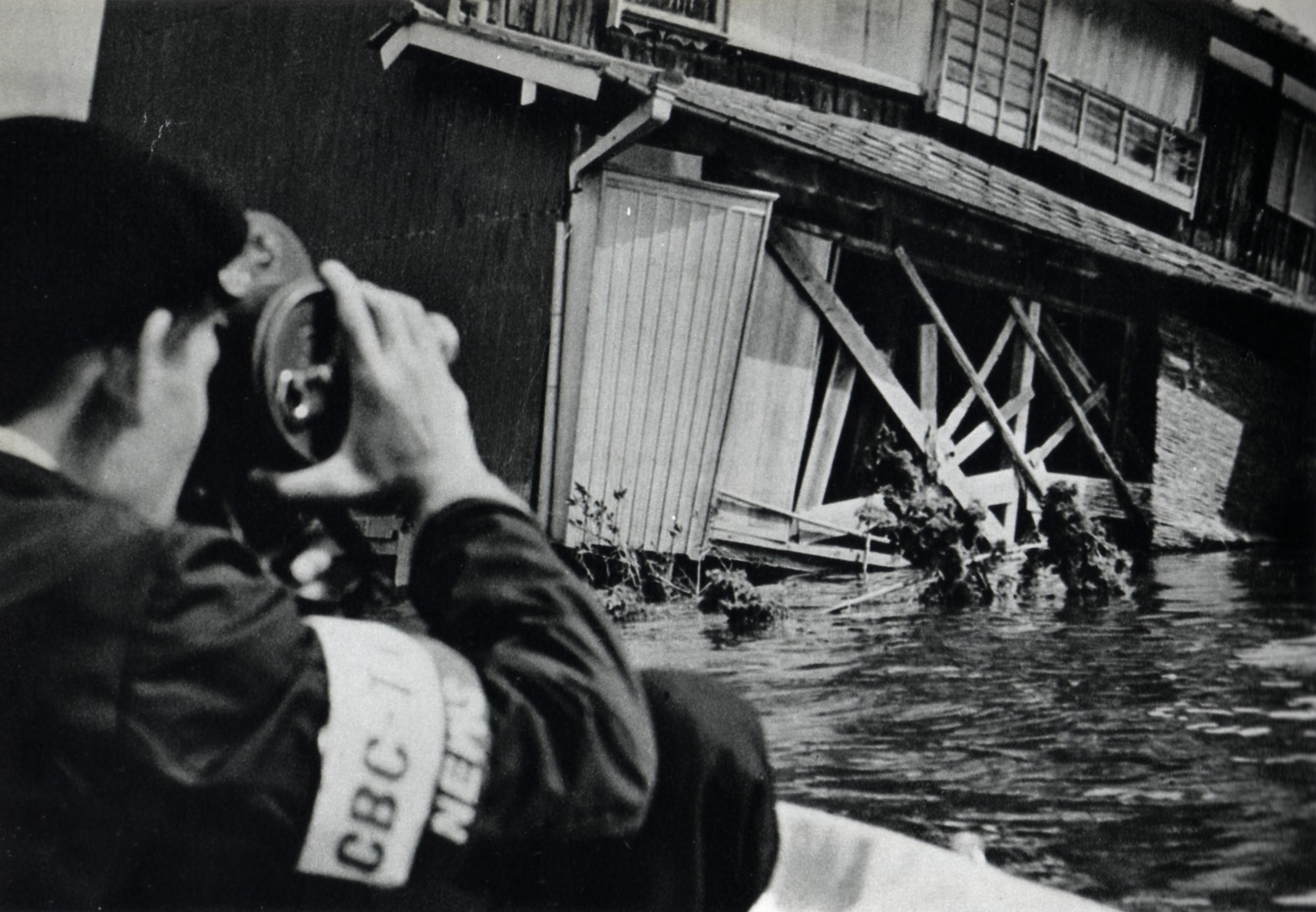
伊勢湾台風の被災地を取材するCBCのテレビニュース班

- ジェーン台風（昭和25年台風第28号・Jane）
- ルース台風（昭和26年台風第15号・Ruth）
- ダイナ台風（昭和27年台風第2号・Dinah）
- 昭和28年台風第13号 （Tess）
- 昭和29年台風第12号（June）
- 洞爺丸台風（昭和29年台風第15号・Marie）
- 狩野川台風（昭和33年台風第22号・Ida）
- 昭和34年台風第7号（Georgia）
- 宮古島台風（昭和34年台風第14号・Sarah）
- 伊勢湾台風（昭和34年台風第15号・Vera）

1960年代
- 第2室戸台風（昭和36年台風第18号・Nancy）
- 昭和36年台風第26号
- 昭和40年台風第23・24・25号
- 第2宮古島台風（昭和41年台風第18号・Cora）
- 昭和41年台風第24・26号
- 第3宮古島台風（昭和43年台風第16号・Della）

1970年代
- 昭和49年台風第8号

- 昭和51年台風第17号 (Fran)
- 沖永良部台風（昭和52年台風第9号・Babe）
- 昭和54年台風第20号 (Tip)

1980年代
- 昭和57年台風第10号 (Bess)
- 昭和62年台風第12号 (Dinah)
- 平成元年台風第6号
- 平成元年台風第11・12・13号
- 平成元年台風第17号
- 平成元年台風第22号

1990年代
- 平成2年台風第19号 (Flo)
- 平成2年台風第20号
- 平成3年台風第17号
- 平成3年台風第18号
- 平成3年台風第19号 (Mireille)
- 平成4年台風第10号
- 平成5年台風第13号 (Yancy)
- 平成11年台風第18号 (Bart)

2000年代
- 平成15年台風第14号 (Maemi)
- 平成16年台風第18号 (Songda)
- 平成16年台風第23号 (Tokage)
- 平成17年台風第14号 (Nabi)

2010年代
| 2018年の台風21号により被災した建物 |  | 令和元年東日本台風により破堤が起きた千曲川 |
| 2018年の台風21号により被災した建物 |  | 令和元年東日本台風により破堤が起きた千曲川 |

- 平成23年台風第12号 (Talas)
- 平成25年台風第26号 (Wipha)
- 平成28年台風第10号 (Lionrock)
- 平成30年台風第21号 (Jebi)
- 令和元年房総半島台風 (令和元年台風第15号・Faxai)
- 令和元年東日本台風（令和元年台風第19号・Hagibis)

2020年代
- 令和4年台風第14号 (Nanmadol)
- 令和6年台風第10号（Shanshan）

## 台風の名前
台風は、日本では「台風第○号」「台風○号」のように台風番号で呼称されることが多いが、それぞれの台風には、国際的に使用される固有名が付けられている。これを国際名という（2000年以降はアジア各国が提案した名前が付けられているためアジア名ともいう）。

## 台風の統計
- 統計の基準について
  - 日時 - 全て日本標準時 (JST)。（世界時 (UTC) で観測されたものを日本標準時 (JST) に直している。）
  - 接近 - 台風の中心が日本の海岸線から300km以内に入った場合を「日本に接近した台風」としている。ただし、現在は気象官署からの距離で算出してある。
  - 上陸 - 台風の中心が北海道、本州、四国、九州の海岸線に達した場合を「日本に上陸した台風」としている。ただし、沖縄本島などの離島や小さい半島を横切り短時間で再び海に出る場合は「通過」としている。

### 台風の平年値
以下に示す平年値は、1991年 - 2020年の30年のデータを基にした平均値である。
|            | 1月 | 2月 | 3月 | 4月 | 5月 | 6月 | 7月 | 8月 | 9月 | 10月 | 11月 | 12月 | 年間        |
| ---------- | --- | --- | --- | --- | --- | --- | --- | --- | --- | ---- | ---- | ---- | ----------- |
| 発生数     | 0.3 | 0.3 | 0.3 | 0.6 | 1.0 | 1.7 | 3.7 | 5.7 | 5.0 | 3.4  | 2.2  | 1.0  | 25.1 (25.6) |
| 日本接近数 |     |     |     | 0.2 | 0.7 | 0.8 | 2.1 | 3.3 | 3.3 | 1.7  | 0.5  | 0.1  | 11.7 (11.4) |
| 日本上陸数 |     |     |     |     | 0.0 | 0.2 | 0.6 | 0.9 | 1.0 | 0.3  |      |      | 3.0 (2.7)   |

|            | 1月 | 2月 | 3月 | 4月 | 5月 | 6月 | 7月 | 8月 | 9月 | 10月 | 11月 | 12月 | 年間 |
| ---------- | --- | --- | --- | --- | --- | --- | --- | --- | --- | ---- | ---- | ---- | ---- |
| 本土       |     |     |     | 0.0 | 0.2 | 0.4 | 1.0 | 1.6 | 1.9 | 0.9  |      |      | 5.8  |
| 沖縄・奄美 |     |     |     | 0.0 | 0.4 | 0.6 | 1.5 | 2.3 | 2.0 | 1.1  | 0.3  | 0.0  | 7.9  |

| 地方                 | 1月 | 2月 | 3月 | 4月 | 5月 | 6月 | 7月 | 8月 | 9月 | 10月 | 11月 | 12月 | 年間 |
| -------------------- | --- | --- | --- | --- | --- | --- | --- | --- | --- | ---- | ---- | ---- | ---- |
| 沖縄地方             |     |     |     | 0.0 | 0.4 | 0.6 | 1.5 | 2.2 | 1.9 | 1.1  | 0.3  | 0.0  | 7.7  |
| 奄美地方             |     |     |     | 0.0 | 0.2 | 0.4 | 0.7 | 1.1 | 1.3 | 0.7  |      |      | 4.3  |
| 九州地方南部         |     |     |     | 0.0 | 0.1 | 0.4 | 0.7 | 1.0 | 1.2 | 0.5  |      |      | 3.9  |
| 九州地方北部         |     |     |     | 0.0 | 0.1 | 0.3 | 0.8 | 1.1 | 1.1 | 0.4  |      |      | 3.8  |
| 四国地方             |     |     |     |     | 0.1 | 0.3 | 0.7 | 0.9 | 1.0 | 0.4  |      |      | 3.3  |
| 中国地方             |     |     |     |     | 0.1 | 0.2 | 0.6 | 0.8 | 1.1 | 0.3  |      |      | 3.0  |
| 近畿地方             |     |     |     |     | 0.1 | 0.3 | 0.6 | 0.7 | 1.1 | 0.7  |      |      | 3.4  |
| 東海地方             |     |     |     |     | 0.1 | 0.2 | 0.6 | 0.8 | 1.2 | 0.7  |      |      | 3.5  |
| 北陸地方             |     |     |     |     |     | 0.2 | 0.5 | 0.7 | 1.0 | 0.4  |      |      | 2.8  |
| 関東地方・甲信地方   |     |     |     |     | 0.0 | 0.2 | 0.4 | 0.8 | 1.2 | 0.7  |      |      | 3.3  |
| 伊豆諸島・小笠原諸島 |     |     |     | 0.1 | 0.4 | 0.4 | 0.7 | 1.0 | 1.5 | 1.3  | 0.3  | 0.0  | 5.4  |
| 東北地方             |     |     |     |     | 0.0 | 0.2 | 0.3 | 0.8 | 0.9 | 0.5  |      |      | 2.7  |
| 北海道地方           |     |     |     |     |     | 0.1 | 0.2 | 0.7 | 0.7 | 0.2  |      |      | 1.9  |

### 台風の記録
以下の記録のほとんどは、一部の例外を除いて、統計資料がある1951年からの統計に基づく。

#### 数に関する記録
| 過去の台風発生数一覧 | 過去の台風発生数一覧 | 過去の台風発生数一覧 | 過去の台風発生数一覧 | 過去の台風発生数一覧 | 過去の台風発生数一覧 | 過去の台風発生数一覧 | 過去の台風発生数一覧 | 過去の台風発生数一覧 | 過去の台風発生数一覧 | 過去の台風発生数一覧 | 過去の台風発生数一覧 | 過去の台風発生数一覧 | 過去の台風発生数一覧 |
| 年                   | 1月                  | 2月                  | 3月                  | 4月                  | 5月                  | 6月                  | 7月                  | 8月                  | 9月                  | 10月                 | 11月                 | 12月                 | 年間                 |
| -------------------- | -------------------- | -------------------- | -------------------- | -------------------- | -------------------- | -------------------- | -------------------- | -------------------- | -------------------- | -------------------- | -------------------- | -------------------- | -------------------- |
| 2025                 |                      |                      |                      |                      |                      | 2                    | 7                    |                      |                      |                      |                      |                      |                      |
| 2024                 |                      |                      |                      |                      | 2                    |                      | 2                    | 6                    | 8                    | 3                    | 4                    | 1                    | 26                   |
| 2023                 |                      |                      |                      | 1                    | 1                    | 1                    | 3                    | 6                    | 2                    | 2                    |                      | 1                    | 17                   |
| 2022                 |                      |                      |                      | 2                    |                      | 1                    | 3                    | 5                    | 7                    | 5                    | 1                    | 1                    | 25                   |
| 2021                 |                      | 1                    |                      | 1                    | 1                    | 2                    | 3                    | 4                    | 4                    | 4                    | 1                    | 1                    | 22                   |
| 2020                 |                      |                      |                      |                      | 1                    | 1                    |                      | 8                    | 3                    | 6                    | 3                    | 1                    | 23                   |
| 2019                 | 1                    | 1                    |                      |                      |                      | 1                    | 4                    | 5                    | 6                    | 4                    | 6                    | 1                    | 29                   |
| 2018                 | 1                    | 1                    | 1                    |                      |                      | 4                    | 5                    | 9                    | 4                    | 1                    | 3                    |                      | 29                   |
| 2017                 |                      |                      |                      | 1                    |                      | 1                    | 8                    | 5                    | 4                    | 3                    | 3                    | 2                    | 27                   |
| 2016                 |                      |                      |                      |                      |                      |                      | 4                    | 7                    | 7                    | 4                    | 3                    | 1                    | 26                   |
| 2015                 | 1                    | 1                    | 2                    | 1                    | 2                    | 2                    | 3                    | 4                    | 5                    | 4                    | 1                    | 1                    | 27                   |
| 2014                 | 2                    | 1                    |                      | 2                    |                      | 2                    | 5                    | 1                    | 5                    | 2                    | 1                    | 2                    | 23                   |
| 2013                 | 1                    | 1                    |                      |                      |                      | 4                    | 3                    | 6                    | 7                    | 7                    | 2                    |                      | 31                   |
| 2012                 |                      |                      | 1                    |                      | 1                    | 4                    | 4                    | 5                    | 3                    | 5                    | 1                    | 1                    | 25                   |
| 2011                 |                      |                      |                      |                      | 2                    | 3                    | 4                    | 3                    | 7                    | 1                    |                      | 1                    | 21                   |
| 2010                 |                      |                      | 1                    |                      |                      |                      | 2                    | 5                    | 4                    | 2                    |                      |                      | 14                   |
| 2009                 |                      |                      |                      |                      | 2                    | 2                    | 2                    | 5                    | 7                    | 3                    | 1                    |                      | 22                   |
| 2008                 |                      |                      |                      | 1                    | 4                    | 1                    | 2                    | 4                    | 4                    | 2                    | 3                    | 1                    | 22                   |
| 2007                 |                      |                      |                      | 1                    | 1                    |                      | 3                    | 4                    | 5                    | 6                    | 4                    |                      | 24                   |
| 2006                 |                      |                      |                      |                      | 1                    | 1                    | 3                    | 7                    | 3                    | 4                    | 2                    | 2                    | 23                   |
| 2005                 | 1                    |                      | 1                    | 1                    | 1                    |                      | 5                    | 5                    | 5                    | 2                    | 2                    |                      | 23                   |
| 2004                 |                      |                      |                      | 1                    | 2                    | 5                    | 2                    | 8                    | 3                    | 3                    | 3                    | 2                    | 29                   |
| 2003                 | 1                    |                      |                      | 1                    | 2                    | 2                    | 2                    | 5                    | 3                    | 3                    | 2                    |                      | 21                   |
| 2002                 | 1                    | 1                    |                      |                      | 1                    | 3                    | 5                    | 6                    | 4                    | 2                    | 2                    | 1                    | 26                   |
| 2001                 |                      |                      |                      |                      | 1                    | 2                    | 5                    | 6                    | 5                    | 3                    | 1                    | 3                    | 26                   |
| 2000                 |                      |                      |                      |                      | 2                    |                      | 5                    | 6                    | 5                    | 2                    | 2                    | 1                    | 23                   |
| 1999                 |                      |                      |                      | 2                    |                      | 1                    | 4                    | 6                    | 6                    | 2                    | 1                    |                      | 22                   |
| 1998                 |                      |                      |                      |                      |                      |                      | 1                    | 3                    | 5                    | 2                    | 3                    | 2                    | 16                   |
| 1997                 |                      |                      |                      | 2                    | 3                    | 3                    | 4                    | 6                    | 4                    | 3                    | 2                    | 1                    | 28                   |
| 1996                 |                      | 1                    |                      | 1                    | 2                    |                      | 5                    | 6                    | 6                    | 2                    | 2                    | 1                    | 26                   |
| 1995                 |                      |                      |                      | 1                    |                      | 1                    | 2                    | 6                    | 5                    | 6                    | 1                    | 1                    | 23                   |
| 1994                 |                      |                      |                      | 1                    | 1                    | 2                    | 7                    | 9                    | 8                    | 6                    |                      | 2                    | 36                   |
| 1993                 |                      |                      | 1                    |                      |                      | 1                    | 4                    | 7                    | 5                    | 5                    | 2                    | 3                    | 28                   |
| 1992                 | 1                    | 1                    |                      |                      |                      | 2                    | 4                    | 8                    | 5                    | 7                    | 3                    |                      | 31                   |
| 1991                 |                      |                      | 2                    | 1                    | 1                    | 1                    | 4                    | 5                    | 6                    | 3                    | 6                    |                      | 29                   |
| 1990                 | 1                    |                      |                      | 1                    | 1                    | 3                    | 4                    | 6                    | 4                    | 4                    | 4                    | 1                    | 29                   |
| 1989                 | 1                    |                      |                      | 1                    | 2                    | 2                    | 7                    | 5                    | 6                    | 4                    | 3                    | 1                    | 32                   |
| 1988                 | 1                    |                      |                      |                      | 1                    | 3                    | 2                    | 8                    | 8                    | 5                    | 2                    | 1                    | 31                   |
| 1987                 | 1                    |                      |                      | 1                    |                      | 2                    | 4                    | 4                    | 6                    | 2                    | 2                    | 1                    | 23                   |
| 1986                 |                      | 1                    |                      | 1                    | 2                    | 2                    | 3                    | 5                    | 3                    | 5                    | 4                    | 3                    | 29                   |
| 1985                 | 2                    |                      |                      |                      | 1                    | 3                    | 1                    | 8                    | 5                    | 4                    | 1                    | 2                    | 27                   |
| 1984                 |                      |                      |                      |                      |                      | 2                    | 5                    | 5                    | 4                    | 7                    | 3                    | 1                    | 27                   |
| 1983                 |                      |                      |                      |                      |                      | 1                    | 3                    | 5                    | 2                    | 5                    | 5                    | 2                    | 23                   |
| 1982                 |                      |                      | 3                    |                      | 1                    | 3                    | 3                    | 5                    | 5                    | 3                    | 1                    | 1                    | 25                   |
| 1981                 |                      |                      | 1                    | 2                    |                      | 3                    | 4                    | 8                    | 4                    | 2                    | 3                    | 2                    | 29                   |
| 1980                 |                      |                      |                      | 1                    | 4                    | 1                    | 4                    | 2                    | 6                    | 4                    | 1                    | 1                    | 24                   |
| 1979                 | 1                    |                      | 1                    | 1                    | 2                    |                      | 4                    | 2                    | 6                    | 3                    | 2                    | 2                    | 24                   |
| 1978                 | 1                    |                      |                      | 1                    |                      | 3                    | 4                    | 8                    | 5                    | 4                    | 4                    |                      | 30                   |
| 1977                 |                      |                      | 1                    |                      |                      | 1                    | 3                    | 3                    | 5                    | 5                    | 1                    | 2                    | 21                   |
| 1976                 | 1                    | 1                    |                      | 2                    | 2                    | 2                    | 4                    | 4                    | 5                    | 1                    | 1                    | 2                    | 25                   |
| 1975                 | 1                    |                      |                      |                      |                      |                      | 2                    | 4                    | 5                    | 5                    | 3                    | 1                    | 21                   |
| 1974                 | 1                    |                      | 1                    | 1                    | 1                    | 4                    | 4                    | 5                    | 5                    | 4                    | 4                    | 2                    | 32                   |
| 1973                 |                      |                      |                      |                      |                      |                      | 7                    | 5                    | 2                    | 4                    | 3                    |                      | 21                   |
| 1972                 | 1                    |                      |                      |                      | 1                    | 3                    | 6                    | 5                    | 5                    | 5                    | 3                    | 2                    | 31                   |
| 1971                 | 1                    |                      | 1                    | 3                    | 4                    | 2                    | 8                    | 5                    | 6                    | 4                    | 2                    |                      | 36                   |
| 1970                 |                      | 1                    |                      |                      |                      | 2                    | 3                    | 6                    | 5                    | 5                    | 4                    |                      | 26                   |
| 1969                 | 1                    |                      | 1                    | 1                    |                      |                      | 3                    | 4                    | 3                    | 3                    | 2                    | 1                    | 19                   |
| 1968                 |                      |                      |                      | 1                    | 1                    | 1                    | 3                    | 8                    | 3                    | 5                    | 5                    |                      | 27                   |
| 1967                 |                      | 1                    | 2                    | 1                    | 1                    | 1                    | 7                    | 9                    | 9                    | 4                    | 3                    | 1                    | 39                   |
| 1966                 |                      |                      |                      | 1                    | 2                    | 1                    | 4                    | 10                   | 9                    | 4                    | 3                    | 1                    | 35                   |
| 1965                 | 2                    | 1                    | 1                    | 1                    | 2                    | 3                    | 5                    | 5                    | 8                    | 2                    | 2                    |                      | 32                   |
| 1964                 |                      |                      |                      |                      | 2                    | 2                    | 7                    | 5                    | 6                    | 5                    | 6                    | 1                    | 34                   |
| 1963                 |                      |                      |                      | 1                    |                      | 4                    | 4                    | 3                    | 5                    | 4                    |                      | 3                    | 24                   |
| 1962                 |                      | 1                    |                      | 1                    | 2                    |                      | 5                    | 8                    | 4                    | 5                    | 3                    | 1                    | 30                   |
| 1961                 | 1                    |                      | 1                    |                      | 2                    | 3                    | 4                    | 6                    | 6                    | 4                    | 1                    | 1                    | 29                   |
| 1960                 |                      |                      |                      | 1                    | 1                    | 3                    | 3                    | 10                   | 3                    | 4                    | 1                    | 1                    | 27                   |
| 1959                 |                      | 1                    | 1                    | 1                    |                      |                      | 2                    | 5                    | 5                    | 4                    | 2                    | 2                    | 23                   |
| 1958                 | 1                    |                      |                      | 1                    | 1                    | 4                    | 7                    | 5                    | 5                    | 3                    | 2                    | 2                    | 31                   |
| 1957                 | 2                    |                      |                      | 1                    | 1                    | 1                    | 1                    | 4                    | 5                    | 4                    | 3                    |                      | 22                   |
| 1956                 |                      |                      | 1                    | 2                    |                      | 1                    | 2                    | 5                    | 6                    | 1                    | 4                    | 1                    | 23                   |
| 1955                 | 1                    | 1                    | 1                    | 1                    |                      | 2                    | 7                    | 6                    | 4                    | 3                    | 1                    | 1                    | 28                   |
| 1954                 |                      |                      | 1                    |                      | 1                    |                      | 1                    | 5                    | 5                    | 4                    | 3                    | 1                    | 21                   |
| 1953                 |                      | 1                    |                      |                      | 1                    | 2                    | 1                    | 6                    | 3                    | 5                    | 3                    | 1                    | 23                   |
| 1952                 |                      |                      |                      |                      |                      | 3                    | 3                    | 5                    | 3                    | 6                    | 3                    | 4                    | 27                   |
| 1951                 |                      | 1                    | 1                    | 2                    | 1                    | 1                    | 3                    | 3                    | 2                    | 4                    | 1                    | 2                    | 21                   |

| 過去の台風の日本上陸数一覧 | 過去の台風の日本上陸数一覧 | 過去の台風の日本上陸数一覧 | 過去の台風の日本上陸数一覧 | 過去の台風の日本上陸数一覧 | 過去の台風の日本上陸数一覧 | 過去の台風の日本上陸数一覧 | 過去の台風の日本上陸数一覧 | 過去の台風の日本上陸数一覧 | 過去の台風の日本上陸数一覧 | 過去の台風の日本上陸数一覧 | 過去の台風の日本上陸数一覧 | 過去の台風の日本上陸数一覧 | 過去の台風の日本上陸数一覧 |
| 年                         | 1月                        | 2月                        | 3月                        | 4月                        | 5月                        | 6月                        | 7月                        | 8月                        | 9月                        | 10月                       | 11月                       | 12月                       | 年間                       |
| -------------------------- | -------------------------- | -------------------------- | -------------------------- | -------------------------- | -------------------------- | -------------------------- | -------------------------- | -------------------------- | -------------------------- | -------------------------- | -------------------------- | -------------------------- | -------------------------- |
| 2025                       |                            |                            |                            |                            |                            |                            |                            |                            |                            |                            |                            |                            |                            |
| 2024                       |                            |                            |                            |                            |                            |                            |                            | 2                          |                            |                            |                            |                            | 2                          |
| 2023                       |                            |                            |                            |                            |                            |                            |                            | 1                          |                            |                            |                            |                            | 1                          |
| 2022                       |                            |                            |                            |                            |                            |                            | 1                          | 1                          | 1                          |                            |                            |                            | 3                          |
| 2021                       |                            |                            |                            |                            |                            |                            | 1                          | 1                          | 1                          |                            |                            |                            | 3                          |
| 2020                       |                            |                            |                            |                            |                            |                            |                            |                            |                            |                            |                            |                            | 0                          |
| 2019                       |                            |                            |                            |                            |                            |                            | 1                          | 2                          | 1                          | 1                          |                            |                            | 5                          |
| 2018                       |                            |                            |                            |                            |                            |                            | 1                          | 2                          | 2                          |                            |                            |                            | 5                          |
| 2017                       |                            |                            |                            |                            |                            |                            | 1                          | 1                          | 1                          | 1                          |                            |                            | 4                          |
| 2016                       |                            |                            |                            |                            |                            |                            |                            | 4                          | 2                          |                            |                            |                            | 6                          |
| 2015                       |                            |                            |                            |                            |                            |                            | 2                          | 1                          | 1                          |                            |                            |                            | 4                          |
| 2014                       |                            |                            |                            |                            |                            |                            | 1                          | 1                          |                            | 2                          |                            |                            | 4                          |
| 2013                       |                            |                            |                            |                            |                            |                            |                            |                            | 2                          |                            |                            |                            | 2                          |
| 2012                       |                            |                            |                            |                            |                            | 1                          |                            |                            | 1                          |                            |                            |                            | 2                          |
| 2011                       |                            |                            |                            |                            |                            |                            | 1                          |                            | 2                          |                            |                            |                            | 3                          |
| 2010                       |                            |                            |                            |                            |                            |                            |                            | 1                          | 1                          |                            |                            |                            | 2                          |
| 2009                       |                            |                            |                            |                            |                            |                            |                            |                            |                            | 1                          |                            |                            | 1                          |
| 2008                       |                            |                            |                            |                            |                            |                            |                            |                            |                            |                            |                            |                            | 0                          |
| 2007                       |                            |                            |                            |                            |                            |                            | 1                          | 1                          | 1                          |                            |                            |                            | 3                          |
| 2006                       |                            |                            |                            |                            |                            |                            |                            | 1                          | 1                          |                            |                            |                            | 2                          |
| 2005                       |                            |                            |                            |                            |                            |                            | 1                          | 1                          | 1                          |                            |                            |                            | 3                          |
| 2004                       |                            |                            |                            |                            |                            | 2                          | 1                          | 3                          | 2                          | 2                          |                            |                            | 10                         |
| 2003                       |                            |                            |                            |                            | 1                          |                            |                            | 1                          |                            |                            |                            |                            | 2                          |
| 2002                       |                            |                            |                            |                            |                            |                            | 2                          |                            |                            | 1                          |                            |                            | 3                          |
| 2001                       |                            |                            |                            |                            |                            |                            |                            | 1                          | 1                          |                            |                            |                            | 2                          |
| 2000                       |                            |                            |                            |                            |                            |                            |                            |                            |                            |                            |                            |                            | 0                          |
| 1999                       |                            |                            |                            |                            |                            |                            |                            |                            | 2                          |                            |                            |                            | 2                          |
| 1998                       |                            |                            |                            |                            |                            |                            |                            |                            | 3                          | 1                          |                            |                            | 4                          |
| 1997                       |                            |                            |                            |                            |                            | 2                          | 1                          |                            | 1                          |                            |                            |                            | 4                          |
| 1996                       |                            |                            |                            |                            |                            |                            | 1                          | 1                          |                            |                            |                            |                            | 2                          |
| 1995                       |                            |                            |                            |                            |                            |                            |                            |                            | 1                          |                            |                            |                            | 1                          |
| 1994                       |                            |                            |                            |                            |                            |                            | 1                          | 1                          | 1                          |                            |                            |                            | 3                          |
| 1993                       |                            |                            |                            |                            |                            |                            | 3                          | 1                          | 2                          |                            |                            |                            | 6                          |
| 1992                       |                            |                            |                            |                            |                            |                            |                            | 3                          |                            |                            |                            |                            | 3                          |
| 1991                       |                            |                            |                            |                            |                            |                            |                            | 1                          | 2                          |                            |                            |                            | 3                          |
| 1990                       |                            |                            |                            |                            |                            |                            |                            | 2                          | 2                          | 1                          | 1                          |                            | 6                          |
| 1989                       |                            |                            |                            |                            |                            | 1                          | 1                          | 2                          | 1                          |                            |                            |                            | 5                          |
| 1988                       |                            |                            |                            |                            |                            |                            |                            | 2                          |                            |                            |                            |                            | 2                          |
| 1987                       |                            |                            |                            |                            |                            |                            |                            |                            |                            | 1                          |                            |                            | 1                          |
| 1986                       |                            |                            |                            |                            |                            |                            |                            |                            |                            |                            |                            |                            | 0                          |
| 1985                       |                            |                            |                            |                            |                            |                            | 1                          | 2                          |                            |                            |                            |                            | 3                          |
| 1984                       |                            |                            |                            |                            |                            |                            |                            |                            |                            |                            |                            |                            | 0                          |
| 1983                       |                            |                            |                            |                            |                            |                            |                            | 1                          | 1                          |                            |                            |                            | 2                          |
| 1982                       |                            |                            |                            |                            |                            |                            |                            | 2                          | 2                          |                            |                            |                            | 4                          |
| 1981                       |                            |                            |                            |                            |                            | 1                          | 1                          | 1                          |                            |                            |                            |                            | 3                          |
| 1980                       |                            |                            |                            |                            |                            |                            |                            |                            | 1                          |                            |                            |                            | 1                          |
| 1979                       |                            |                            |                            |                            |                            |                            |                            |                            | 2                          | 1                          |                            |                            | 3                          |
| 1978                       |                            |                            |                            |                            |                            | 1                          |                            | 2                          | 1                          |                            |                            |                            | 4                          |
| 1977                       |                            |                            |                            |                            |                            |                            |                            | 1                          |                            |                            |                            |                            | 1                          |
| 1976                       |                            |                            |                            |                            |                            |                            | 1                          |                            | 1                          |                            |                            |                            | 2                          |
| 1975                       |                            |                            |                            |                            |                            |                            |                            | 2                          |                            |                            |                            |                            | 2                          |
| 1974                       |                            |                            |                            |                            |                            |                            |                            | 1                          | 2                          |                            |                            |                            | 3                          |
| 1973                       |                            |                            |                            |                            |                            |                            | 1                          |                            |                            |                            |                            |                            | 1                          |
| 1972                       |                            |                            |                            |                            |                            |                            | 2                          |                            | 1                          |                            |                            |                            | 3                          |
| 1971                       |                            |                            |                            |                            |                            |                            | 1                          | 2                          | 1                          |                            |                            |                            | 4                          |
| 1970                       |                            |                            |                            |                            |                            |                            | 1                          | 2                          |                            |                            |                            |                            | 3                          |
| 1969                       |                            |                            |                            |                            |                            |                            |                            | 2                          |                            |                            |                            |                            | 2                          |
| 1968                       |                            |                            |                            |                            |                            |                            | 1                          | 1                          | 1                          |                            |                            |                            | 3                          |
| 1967                       |                            |                            |                            |                            |                            |                            |                            | 2                          |                            | 1                          |                            |                            | 3                          |
| 1966                       |                            |                            |                            |                            |                            |                            |                            | 2                          | 3                          |                            |                            |                            | 5                          |
| 1965                       |                            |                            |                            |                            | 1                          |                            |                            | 2                          | 2                          |                            |                            |                            | 5                          |
| 1964                       |                            |                            |                            |                            |                            |                            |                            | 1                          | 1                          |                            |                            |                            | 2                          |
| 1963                       |                            |                            |                            |                            |                            | 1                          |                            | 1                          |                            |                            |                            |                            | 2                          |
| 1962                       |                            |                            |                            |                            |                            |                            | 1                          | 4                          |                            |                            |                            |                            | 5                          |
| 1961                       |                            |                            |                            |                            |                            |                            | 1                          |                            | 1                          | 1                          |                            |                            | 3                          |
| 1960                       |                            |                            |                            |                            |                            |                            |                            | 3                          | 1                          |                            |                            |                            | 4                          |
| 1959                       |                            |                            |                            |                            |                            |                            |                            | 2                          | 1                          | 1                          |                            |                            | 4                          |
| 1958                       |                            |                            |                            |                            |                            |                            | 1                          | 1                          | 2                          |                            |                            |                            | 4                          |
| 1957                       |                            |                            |                            |                            |                            |                            |                            |                            | 1                          |                            |                            |                            | 1                          |
| 1956                       |                            |                            |                            | 1                          |                            |                            |                            | 1                          | 1                          |                            |                            |                            | 3                          |
| 1955                       |                            |                            |                            |                            |                            |                            | 1                          |                            | 1                          | 2                          |                            |                            | 4                          |
| 1954                       |                            |                            |                            |                            |                            |                            |                            | 1                          | 4                          |                            |                            |                            | 5                          |
| 1953                       |                            |                            |                            |                            |                            | 1                          |                            |                            | 1                          |                            |                            |                            | 2                          |
| 1952                       |                            |                            |                            |                            |                            | 1                          | 1                          | 1                          |                            |                            |                            |                            | 3                          |
| 1951                       |                            |                            |                            |                            |                            |                            | 1                          |                            |                            | 1                          |                            |                            | 2                          |

| 発生数が多い年 | 発生数が多い年                     | 発生数が多い年 | 発生数が少ない年 | 発生数が少ない年                                 | 発生数が少ない年 |
| 順位           | 年                                 | 発生数         | 順位             | 年                                               | 発生数           |
| -------------- | ---------------------------------- | -------------- | ---------------- | ------------------------------------------------ | ---------------- |
| 1              | 1967年                             | 39             | 1                | 2010年                                           | 14               |
| 2              | 1994年 1971年                      | 36             | 2                | 1998年                                           | 16               |
| 4              | 1966年                             | 35             | 3                | 2023年                                           | 17               |
| 5              | 1964年                             | 34             | 4                | 1969年                                           | 19               |
| 6              | 1989年 1974年 1965年               | 32             | 5                | 2011年 2003年 1977年 1975年 1973年 1954年 1951年 | 21               |
| 9              | 2013年 1992年 1988年 1972年 1958年 | 31             |                  |                                                  |                  |

(2022年現在)
| 接近数が多い年 | 接近数が多い年                                   | 接近数が多い年 | 接近数が少ない年 | 接近数が少ない年                          | 接近数が少ない年 |
| 順位           | 年                                               | 接近数         | 順位             | 年                                        | 接近数           |
| -------------- | ------------------------------------------------ | -------------- | ---------------- | ----------------------------------------- | ---------------- |
| 1              | 2004年 1966年 1960年                             | 19             | 1                | 1973年                                    | 4                |
| 4              | 2012年                                           | 17             | 2                | 1995年                                    | 5                |
| 5              | 2018年 1955年                                    | 16             | 3                | 1977年                                    | 6                |
| 7              | 2019年 2000年 1997年 1994年 1965年 1961年 1958年 | 15             | 4                | 2020年 2010年 1983年 1979年               | 7                |
|                |                                                  |                | 8                | 2017年 2009年 1998年 1969年 1964年 1951年 | 8                |

(2022年現在)
| 上陸数が多い年 | 上陸数が多い年                                   | 上陸数が多い年 | 上陸数が少ない年 | 上陸数が少ない年                                        | 上陸数が少ない年 |
| 順位           | 年                                               | 上陸数         | 順位             | 年                                                      | 上陸数           |
| -------------- | ------------------------------------------------ | -------------- | ---------------- | ------------------------------------------------------- | ---------------- |
| 1              | 2004年                                           | 10             | 1                | 2020年 2008年 2000年 1986年 1984年                      | 0                |
| 2              | 2016年 1993年 1990年                             | 6              | 6                | 2023年 2009年 1995年 1987年 1980年 1977年 1973年 1957年 | 1                |
| 5              | 2019年 2018年 1989年 1966年 1965年 1962年 1954年 | 5              |                  |                                                         |                  |

(2022年現在)

#### 時期などに関する記録
海水温が最も低くなる2月が台風に関する年変わりの時期ともいえ、下記に示す1月1日基準は社会的な区分であることには注意が必要である。
| 順位 | 名称              | 国際名  | 発生日時          |
| ---- | ----------------- | ------- | ----------------- |
| 1    | 平成31年台風第1号 | Pabuk   | 2019年1月1日 15時 |
| 2    | 昭和54年台風第1号 | Alice   | 1979年1月2日 9時  |
| 3    | 昭和30年台風第1号 | Violet  | 1955年1月2日 15時 |
| 4    | 平成30年台風第1号 | Bolaven | 2018年1月3日 9時  |
| 5    | 昭和32年台風第1号 | ‐       | 1957年1月3日 15時 |
| 6    | 平成25年台風第1号 | Sonamu  | 2013年1月3日 21時 |
| 7    | 昭和60年台風第1号 | Fabian  | 1985年1月5日 21時 |
| 8    | 昭和47年台風第1号 | Kit     | 1972年1月6日 9時  |
| 8    | 平成4年台風第1号  | Axel    | 1992年1月6日 9時  |
| 10   | 昭和60年台風第2号 | Elsie   | 1985年1月7日 15時 |

| 順位 | 名称               | 国際名 | 発生日時            |
| ---- | ------------------ | ------ | ------------------- |
| 1    | 平成12年台風第23号 | Soulik | 2000年12月30日 9時  |
| 2    | 平成26年台風第23号 | Jangmi | 2014年12月28日 21時 |
| 3    | 昭和27年台風第27号 | Hester | 1952年12月28日 9時  |
| 4    | 平成13年台風第26号 | Vamei  | 2001年12月27日 9時  |
| 5    | 昭和50年台風第21号 | ‐      | 1975年12月26日 21時 |
| 6    | 昭和41年台風第35号 | Pamela | 1966年12月26日 9時  |
| 6    | 平成7年台風第23号  | Dan    | 1995年12月26日 9時  |
| 8    | 平成5年台風第28号  | Nell   | 1993年12月25日 9時  |
| 8    | 平成24年台風第25号 | Wukong | 2012年12月25日9時   |
| 10   | 昭和29年台風第23号 | ‐      | 1954年12月24日 15時 |

| 順位 | 名称                              | 国際名 | 上陸日時               | 上陸地点              |
| ---- | --------------------------------- | ------ | ---------------------- | --------------------- |
| 1    | 昭和31年台風第3号                 | Thelma | 1956年4月25日 7時30分  | 鹿児島県/大隅半島南部 |
| 2    | 昭和40年台風第6号                 | Amy    | 1965年5月27日 12時     | 千葉県/房総半島       |
| 3    | 平成15年台風第4号                 | Linfa  | 2003年5月31日 6時30分  | 愛媛県宇和島市付近    |
| 4    | ジュディ台風（昭和28年台風第2号） | Judy   | 1953年6月7日 9時       | 熊本県八代市付近      |
| 5    | 平成16年台風第4号                 | Conson | 2004年6月11日 16時     | 高知県室戸市付近      |
| 6    | 昭和38年台風第3号                 | Rose   | 1963年6月13日 22時     | 高知県宿毛市付近      |
| 7    | 平成24年台風第4号                 | Guchol | 2012年6月19日 17時     | 和歌山県南部          |
| 8    | 平成9年台風第7号                  | Opal   | 1997年6月20日 11時30分 | 愛知県豊橋市付近      |
| 9    | 昭和53年台風第3号                 | Polly  | 1978年6月20日 18時     | 長崎県/西彼杵半島     |
| 10   | 平成16年台風第6号                 | Dianmu | 2004年6月21日 9時30分  | 高知県室戸市付近      |

| 順位 | 名称                              | 国際名   | 上陸日時                | 上陸地点                         |
| ---- | --------------------------------- | -------- | ----------------------- | -------------------------------- |
| 1    | 平成2年台風第28号                 | Page     | 1990年11月30日 14時     | 和歌山県白浜町南                 |
| 2    | 昭和42年台風第34号                | Dinah    | 1967年10月28日 3時30分  | 愛知県南部                       |
| 3    | 平成29年台風第21号                | Lan      | 2017年10月23日 3時      | 静岡県掛川市付近                 |
| 4    | 平成16年台風第23号                | Tokage   | 2004年10月20日 13時     | 高知県土佐清水市付近             |
| 5    | 昭和30年台風第26号                | Opal     | 1955年10月20日 12時     | 和歌山県田辺市付近               |
| 6    | 昭和54年台風第20号                | Tip      | 1979年10月19日 9時30分  | 和歌山県白浜町付近               |
| 7    | 平成10年台風第10号                | Zeb      | 1998年10月17日 16時30分 | 鹿児島県枕崎市付近               |
| 8    | 昭和62年台風第19号                | Kelly    | 1987年10月17日 0時      | 高知県室戸市付近                 |
| 9    | ルース台風 （昭和26年台風第15号） | Ruth     | 1951年10月14日 19時     | 鹿児島県いちき串木野市（現）付近 |
| 10   | 平成26年台風第19号                | Vongfong | 2014年10月13日 8時30分  | 鹿児島県枕崎市付近               |

| 順位 | 名称               | 国際名 | 台風期間   | 発生日時           | 消滅日時            |
| ---- | ------------------ | ------ | ---------- | ------------------ | ------------------- |
| 1    | 平成29年台風第5号  | Noru   | 19日0時間  | 2017年7月20日 21時 | 2017年8月8日 21時   |
| 1    | 昭和47年台風第7号  | Rita   | 19日0時間  | 1972年7月7日 21時  | 1972年7月26日 21時  |
| 3    | 昭和42年台風第22号 | Opal   | 18日6時間  | 1967年8月30日 9時  | 1967年9月17日 15時  |
| 4    | 昭和61年台風第14号 | Wayne  | 17日18時間 | 1986年8月18日 15時 | 1986年9月6日 21時   |
| 5    | 昭和47年台風第9号  | Tess   | 15日12時間 | 1972年7月9日 3時   | 1972年7月24日 15時  |
| 6    | 平成9年台風第28号  | Paka   | 14日12時間 | 1997年12月8日 3時  | 1997年12月22日 15時 |
| 6    | 平成6年台風第31号  | Verne  | 14日12時間 | 1994年10月18日 9時 | 1994年11月1日 21時  |
| 6    | 昭和26年台風第20号 | Amy    | 14日12時間 | 1951年12月3日 9時  | 1951年12月17日 21時 |
| 9    | 平成4年台風第30号  | Gay    | 14日6時間  | 1992年11月16日 3時 | 1992年11月30日 9時  |
| 10   | 平成15年台風第2号  | Kujira | 14日3時間  | 2003年4月11日 9時  | 2003年4月25日 12時  |

#### 規模に関する記録
| 順位 | 名称                              | 国際名  | 中心気圧 (hPa) | 観測年月日     | 観測地点       |
| ---- | --------------------------------- | ------- | -------------- | -------------- | -------------- |
| 1    | 昭和54年台風第20号                | Tip     | 870            | 1979年10月12日 | 沖ノ鳥島南東   |
| 2    | 昭和48年台風第15号                | Nora    | 875            | 1973年10月6日  | フィリピン東方 |
| 2    | 昭和50年台風第20号                | June    | 875            | 1975年11月19日 | マリアナ近海   |
| 4    | 狩野川台風 （昭和33年台風第22号） | Ida     | 877            | 1958年9月24日  | 沖ノ鳥島付近   |
| 5    | 昭和41年台風第4号                 | Kit     | 880            | 1966年6月26日  | 南大東島南方   |
| 5    | 昭和53年台風第26号                | Rita    | 880            | 1978年10月25日 | フィリピン東方 |
| 5    | 昭和59年台風第22号                | Vanessa | 880            | 1984年10月26日 | フィリピン東方 |
| 8    | 昭和28年台風第7号                 | Nina    | 885            | 1953年8月13日  | フィリピン東方 |
| 8    | 昭和34年台風第9号                 | Joan    | 885            | 1959年8月29日  | 宮古島南方     |
| 8    | 昭和46年台風第35号                | Irma    | 885            | 1971年11月12日 | フィリピン東方 |
| 8    | 昭和58年台風第10号                | Forrest | 885            | 1983年9月23日  | 沖ノ鳥島南方   |
| 8    | 平成22年台風第13号                | Megi    | 885            | 2010年10月17日 | フィリピン東方 |

| 順位 | 名称                               | 国際名   | 中心気圧（hPa） | 観測年月日                | 観測地点           |
| ---- | ---------------------------------- | -------- | --------------- | ------------------------- | ------------------ |
| 1    | 沖永良部台風 （昭和52年台風第9号） | Babe     | 907.3           | 1977年（昭和52年）9月9日  | 沖永良部（鹿児島） |
| 2    | 宮古島台風 （昭和34年台風第14号）  | Sarah    | 908.1           | 1959年（昭和34年）9月15日 | 宮古島（沖縄）     |
| 3    | 室戸台風                           | -        | 911.6           | 1934年（昭和9年）9月21日  | 室戸岬（高知）     |
| 4    | 平成15年台風第14号                 | Maemi    | 912.0           | 2003年（平成15年）9月11日 | 宮古島（沖縄）     |
| 5    | 枕崎台風 （昭和20年台風第16号）    | Ida      | 916.1           | 1945年（昭和20年）9月17日 | 枕崎（鹿児島）     |
| 6    | 第2室戸台風 （昭和36年台風第18号） | Nancy    | 918.0           | 1961年（昭和36年）9月15日 | 名瀬（鹿児島）     |
| 7    | 昭和5年8月の台風 （名称なし）      | -        | 922.0           | 1930年（昭和5年）8月9日   | 南大東島（沖縄）   |
| 8    | 昭和38年台風第14号                 | Gloria   | 923.5           | 1963年（昭和38年）9月10日 | 石垣島（沖縄）     |
| 9    | 平成18年台風第13号                 | Shanshan | 923.8           | 2006年（平成18年）9月16日 | 西表島（沖縄）     |
| 10   | 平成16年台風第18号                 | Songda   | 924.4           | 2004年（平成16年）9月5日  | 名護（沖縄）       |

| 順位     | 名称                               | 国際名   | 中心気圧（hPa） | 上陸日時                        | 上陸地点     |
| -------- | ---------------------------------- | -------- | --------------- | ------------------------------- | ------------ |
| 1        | 第2室戸台風 （昭和36年台風第18号） | Nancy    | 925             | 1961年（昭和36年）9月16日 9時   | 室戸岬西方   |
| 2        | 伊勢湾台風 （昭和34年台風第15号）  | Vera     | 929             | 1959年（昭和34年）9月26日 18時  | 潮岬西方     |
| 3        | 平成5年台風第13号                  | Yancy    | 930             | 1993年（平成5年）9月3日 16時    | 薩摩半島南部 |
| 4        | ルース台風 （昭和26年台風第15号）  | Ruth     | 935             | 1951年（昭和26年）10月14日 19時 | 串木野市付近 |
| 5        | 令和4年台風第14号                  | Nanmadol | 940             | 2022年（令和4年）9月18日 19時   | 鹿児島市付近 |
| 5        | 平成3年台風第19号                  | Mireille | 940             | 1991年（平成3年）9月27日 16時   | 佐世保市南   |
| 5        | 昭和46年台風第23号                 | Trix     | 940             | 1971年（昭和46年）8月29日 23時  | 佐多岬       |
| 5        | 昭和40年台風第23号                 | Shirley  | 940             | 1965年（昭和40年）9月10日 8時   | 安芸市付近   |
| 5        | 昭和40年台風第15号                 | Jean     | 940             | 1965年（昭和40年）8月6日 4時    | 牛深市付近   |
| 5        | 昭和39年台風第20号                 | Wilda    | 940             | 1964年（昭和39年）9月24日 17時  | 佐多岬       |
| 5        | 昭和30年台風第22号                 | Louise   | 940             | 1955年（昭和30年）9月29日 22時  | 薩摩半島     |
| 5        | 昭和29年台風第5号                  | Grace    | 940             | 1954年（昭和29年）8月18日 2時   | 鹿児島県西部 |
| （参考） | 室戸台風                           |          | 911.6           | 1934年（昭和9年）9月21日        | 室戸岬西方   |
| （参考） | 枕崎台風 （昭和20年台風第16号）    | Ida      | 916.3           | 1945年（昭和20年）9月17日       | 枕崎町付近   |

| 順位 | 台風               | 国際名  | 年     | 最大風速 (kt) |
| ---- | ------------------ | ------- | ------ | ------------- |
| 1    | 昭和54年台風第20号 | Tip     | 1979年 | 140           |
| 2    | 平成25年台風第30号 | Haiyan  | 2013年 | 125           |
| 2    | 平成22年台風第13号 | Megi    | 2010年 | 125           |
| 2    | 昭和57年台風第10号 | Bess    | 1982年 | 125           |
| 5    | 令和3年台風第2号   | Surigae | 2021年 | 120           |
| 5    | 令和2年台風第19号  | Goni    | 2020年 | 120           |
| 5    | 平成28年台風第14号 | Meranti | 2016年 | 120           |
| 5    | 平成3年台風第28号  | Yuri    | 1991年 | 120           |
| 5    | 平成2年台風第19号  | Flo     | 1990年 | 120           |
| 5    | 昭和61年台風第3号  | Lola    | 1986年 | 120           |
| 5    | 昭和60年台風第22号 | Dot     | 1985年 | 120           |
| 5    | 昭和59年台風第22号 | Vanessa | 1984年 | 120           |
| 5    | 昭和58年台風第5号  | Abby    | 1983年 | 120           |
| 5    | 昭和57年台風第21号 | Mac     | 1982年 | 120           |
| 5    | 昭和56年台風第22号 | Elsie   | 1981年 | 120           |
| 5    | 昭和55年台風第19号 | Wynne   | 1980年 | 120           |
| 5    | 昭和53年台風第26号 | Rita    | 1978年 | 120           |

| 順位 | 台風                             | 国際名  | 年     | 最大風速 (kt) |
| ---- | -------------------------------- | ------- | ------ | ------------- |
| 1    | 第2室戸台風 (昭和36年台風第18号) | Nancy   | 1961年 | 185           |
| 2    | 昭和36年台風第24号               | Violet  | 1961年 | 180           |
| 2    | 昭和30年台風第28号               | Ruth    | 1955年 | 180           |
| 4    | 狩野川台風 (昭和33年台風第22号)  | Ida     | 1958年 | 175           |
| 5    | 令和3年台風第2号                 | Surigae | 2021年 | 170           |
| 5    | 令和2年台風第19号                | Goni    | 2020年 | 170           |
| 5    | 平成28年台風第14号               | Meranti | 2016年 | 170           |
| 5    | 平成25年台風第30号               | Haiyan  | 2013年 | 170           |
| 5    | 昭和41年台風第4号                | Kit     | 1966年 | 170           |
| 5    | 昭和39年台風第34号               | Opal    | 1964年 | 170           |
| 5    | 昭和39年台風第18号               | Sally   | 1964年 | 170           |
| 5    | 昭和34年台風第9号                | Joan    | 1959年 | 170           |

| 順位 | 名称                                 | 国際名  | 最大 風速 （m/s） | 風向   | 観測年月日     | 観測地点                  |
| ---- | ------------------------------------ | ------- | ----------------- | ------ | -------------- | ------------------------- |
| 1    | 昭和40年台風第23号                   | Shirley | 69.8              | 西南西 | 1965年9月10日  | 室戸岬 （高知・気象官署） |
| 2    | ルース台風 （昭和26年台風第15号）    | Ruth    | 69.3              | 南     | 1951年10月14日 | 細島 （宮崎・燈台）       |
| 3    | ルース台風 （昭和26年台風第15号）    | Ruth    | 67.1              | 南東   | 1951年10月14日 | 佐田岬 （愛媛・燈台）     |
| 4    | 第2室戸台風 （昭和36年台風第18号）   | Nancy   | 66.7              | 西南西 | 1961年9月16日  | 室戸岬 （高知・気象官署） |
| 5    | 昭和29年台風第13号                   | Kathy   | 65.0              | 南南西 | 1954年9月7日   | 都井岬 （宮崎・燈台）     |
| 6    | 洞爺丸台風 （昭和29年台風第15号）    | Marie   | 63.3              | 南南西 | 1954年9月27日  | 神威岬 （北海道・燈台）   |
| 7    | 第2宮古島台風 （昭和41年台風第18号） | Cora    | 60.8              | 北東   | 1966年9月5日   | 宮古島 （沖縄・気象官署） |
| 8    | 洞爺丸台風 （昭和29年台風第15号）    | Marie   | 58.8              | 西南西 | 1954年9月26日  | 佐多岬 （鹿児島・燈台）   |
| 9    | 昭和45年台風第10号                   | Anita   | 57.5              | 北西   | 1970年8月21日  | 土佐沖ノ島 （高知・燈台） |
| 10   | 昭和5年8月の台風 （名称なし）        | -       | 57.0※             | 北東   | 1930年8月9日   | 南大東島 （沖縄）         |

※ - 測器破損のため推定値
| 順位 | 名称                                 | 国際名  | 最大 瞬間 風速 （m/s） | 風向   | 観測年月日                | 観測地点                    |
| ---- | ------------------------------------ | ------- | ---------------------- | ------ | ------------------------- | --------------------------- |
| 1    | 第2宮古島台風 （昭和41年台風第18号） | Cora    | 85.3                   | 北東   | 1966年（昭和41年）9月5日  | 宮古島 （沖縄・気象官署）   |
| 2    | 第2室戸台風 （昭和36年台風第18号）   | Nancy   | 84.5                   | 西南西 | 1961年（昭和36年）9月16日 | 室戸岬 （高知・気象官署）   |
| 3    | 平成27年台風第21号                   | Dujuan  | 81.1                   | 南東   | 2015年（平成27年）9月28日 | 与那国島 （沖縄・気象官署） |
| 4    | 第3宮古島台風 （昭和43年台風第16号） | Della   | 79.8                   | 北東   | 1968年（昭和43年）9月22日 | 宮古島 （沖縄・気象官署）   |
| 5    | 昭和45年台風第9号                    | Wilda   | 78.9                   | 東南東 | 1970年（昭和45年）8月13日 | 名瀬 （鹿児島・気象官署）   |
| 6    | 昭和40年台風第23号                   | Shirley | 77.1                   | 西南西 | 1965年（昭和40年）9月10日 | 室戸岬 （高知・気象官署）   |
| 7    | 枕崎台風 （昭和20年台風第16号）      | Ida     | 75.5                   | 南南東 | 1945年（昭和20年）9月17日 | 細島 （宮崎・燈台）         |
| 8    | 平成15年台風第14号                   | Maemi   | 74.1                   | 北     | 2003年（平成15年）9月11日 | 宮古島 （沖縄・気象官署）   |
| 9    | 昭和31年台風第12号                   | Emma    | 73.6                   | 南     | 1956年（昭和31年）9月8日  | 那覇 （沖縄・気象官署）     |
| 10   | 昭和39年台風第20号                   | Wilda   | > 72.3                 | 西     | 1964年（昭和39年）9月25日 | 宇和島 （愛媛・気象官署）   |

| 順位 | 名称               | 国際名  | 年     | 強風域最大直径 (km) |
| ---- | ------------------ | ------- | ------ | ------------------- |
| 1    | 平成9年台風第13号  | Winnie  | 1997年 | 2360                |
| 2    | 昭和62年台風第13号 | Freda   | 1987年 | 2220                |
| 2    | 平成2年台風第12号  | Yancy   | 1990年 | 2220                |
| 2    | 平成9年台風第25号  | Keith   | 1997年 | 2220                |
| 5    | 令和3年台風第18号  | Kompasu | 2021年 | 2200                |
| 6    | 平成7年台風第12号  | Oscar   | 1995年 | 2130                |
| 7    | 昭和61年台風第10号 | Sarah   | 1986年 | 2040                |
| 7    | 平成2年台風第23号  | Kyle    | 1990年 | 2040                |
| 7    | 平成8年台風第9号   | Herb    | 1996年 | 2040                |
| 10   | 昭和56年台風第24号 | Gay     | 1981年 | 1940                |
| 10   | 平成13年台風第4号  | Utor    | 2001年 | 1940                |

| 順位 | 台風                                    | 国際名   | 年     | 猛烈な勢力であった期間 |
| ---- | --------------------------------------- | -------- | ------ | ---------------------- |
| 1    | 昭和53年台風第26号                      | Rita     | 1978年 | 96時間                 |
| 2    | 平成30年台風第22号                      | Mangkhut | 2018年 | 90時間                 |
| 3    | 平成16年台風第16号                      | Chaba    | 2004年 | 78時間                 |
| 4    | 令和元年東日本台風 (令和元年台風第19号) | Hagibis  | 2019年 | 72時間                 |
| 4    | 昭和59年台風第22号                      | Vanessa  | 1984年 | 72時間                 |
| 4    | 昭和56年台風第22号                      | Elsie    | 1981年 | 72時間                 |
| 4    | 昭和54年台風第20号                      | Tip      | 1979年 | 72時間                 |
| 8    | 平成9年台風第24号                       | Joan     | 1997年 | 66時間                 |
| 9    | 平成24年台風第17号                      | Jelawat  | 2012年 | 60時間                 |
| 9    | 平成3年台風第28号                       | Yuri     | 1991年 | 60時間                 |
| 9    | 平成3年台風第23号                       | Ruth     | 1991年 | 60時間                 |

#### その他の記録
| 順位 | 名称               | 国際名    | 年     | 南下幅 (緯度) |
| ---- | ------------------ | --------- | ------ | ------------- |
| 1    | 平成15年台風第18号 | Parma     | 2003年 | 8.9           |
| 2    | 平成29年台風第5号  | Noru      | 2017年 | 8.2           |
| 3    | 平成5年台風第27号  | Manny     | 1993年 | 7.5           |
| 3    | 平成16年台風第25号 | Muifa     | 2004年 | 7.5           |
| 5    | 昭和61年台風第14号 | Wayne     | 1986年 | 6.9           |
| 6    | 平成12年台風第15号 | Bopha     | 2000年 | 6.7           |
| 7    | 平成3年台風第20号  | Nat       | 1991年 | 6.6           |
| 8    | 平成8年台風第25号  | Ernie     | 1996年 | 6.4           |
| 9    | 平成30年台風第12号 | Jongdari  | 2018年 | 6.3           |
| 10   | 昭和39年台風第14号 | Kathy     | 1964年 | 6.2           |
| 10   | 昭和52年台風第12号 | Dinath    | 1977年 | 6.2           |
| 10   | 昭和59年台風第25号 | Bill      | 1984年 | 6.2           |
| 10   | 令和4年台風第11号  | Hinnamnor | 2022年 | 6.2           |

## 特殊な台風

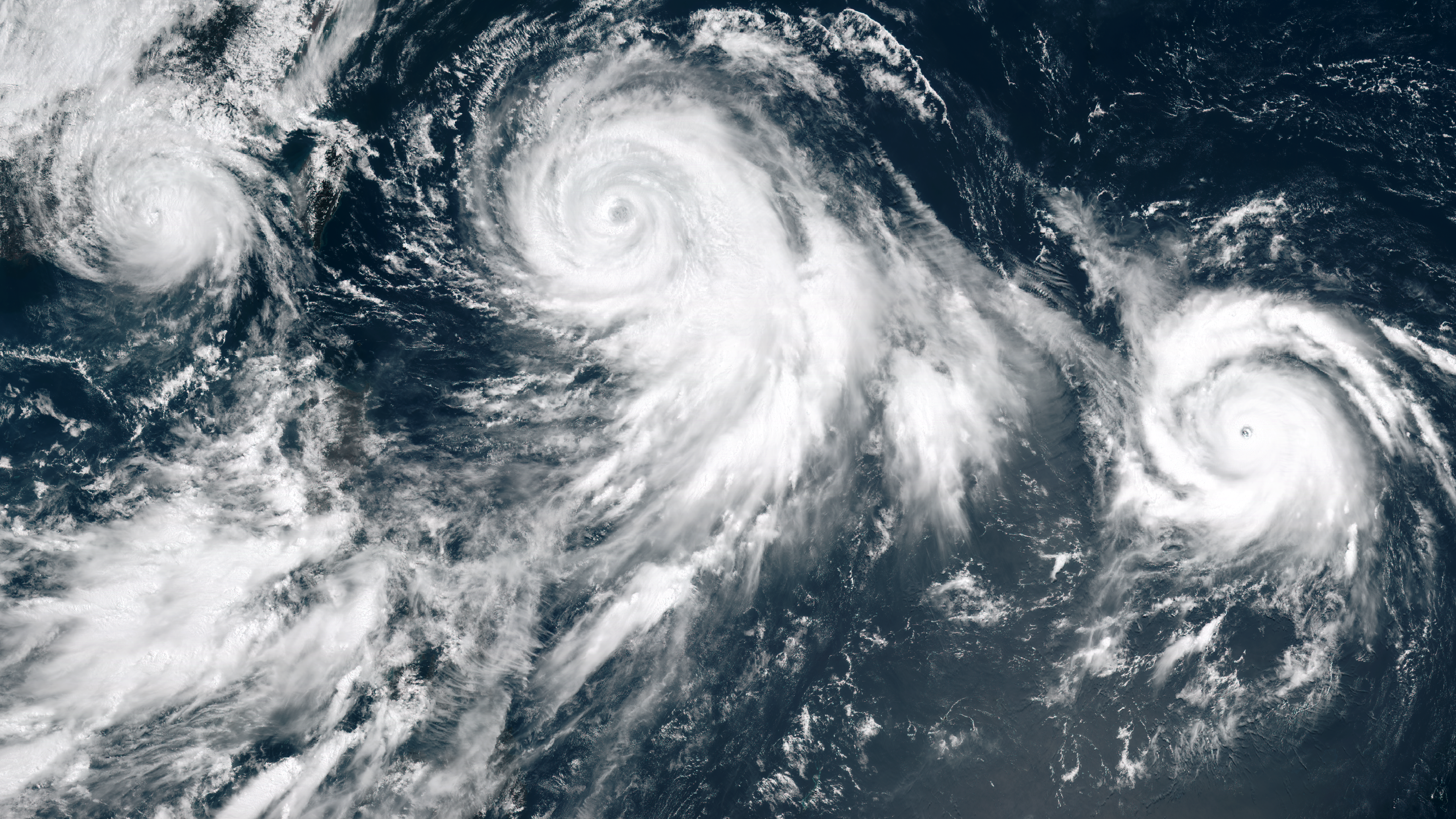
西太平洋に発生した3つの台風をとらえた衛星画像（2015年7月9日）

### 複雑な動きをする台風
複雑な進路を辿り、時に進路予報が難しいことのある台風のこと。「迷走台風」とも呼ばれるが、気象庁ではこの用語は用いられない。

### 長寿台風
台風に発達してから熱帯低気圧や温帯低気圧に変わるまでの期間が長い台風のこと。対義語は「短命台風」。前述の「複雑な動きをする台風」が「長寿台風」になることが多い。

### 越境台風
太平洋のうち、日本の気象庁が観測対象とする範囲 (太平洋北西部・南シナ海) 以外で、ハリケーンやサイクロンなどとして発生したものが、観測範囲の境界線を越えて「台風」と分類されるようになった熱帯低気圧のこと。逆に台風が越境してハリケーンやサイクロンになったものを差すこともある。

### 復活台風
1回以上勢力が衰え、最大風速が17.2m/s (33.5 kt) 以下の熱帯低気圧となってから、再び発達し最大風速が17.2m/s以上になって、「台風」になった熱帯低気圧のこと。

### 越年台風
「年越し台風」とも呼ばれ、その名の通り年を跨いで発生する台風。基本的に12月に発生し翌年の1月に消滅する。このような台風の出現は非常に珍しく、過去（1951年以降）に5件しか例がない。越年台風の1つである2000年の平成12年台風第23号は、20世紀と21世紀を跨いだ、（観測記録が残る範囲で）過去唯一の「世紀越し台風」でもあった。
| 台風               | 国際名  | 発生日時（UTC）    | 消滅日時（UTC）   |
| ------------------ | ------- | ------------------ | ----------------- |
| 昭和27年台風第27号 | Hester  | 1952年12月28日 0時 | 1953年1月5日 12時 |
| 昭和34年台風第23号 | Harriet | 1959年12月24日 0時 | 1960年1月2日 12時 |
| 昭和52年台風第21号 | Mary    | 1977年12月21日 9時 | 1978年1月2日 18時 |
| 昭和61年台風第29号 | Norris  | 1986年12月23日 0時 | 1987年1月2日 0時  |
| 平成12年台風第23号 | Soulik  | 2000年12月30日 0時 | 2001年1月4日 18時 |

## 台風の将来予測
地球温暖化が進んだ将来、発生する台風の勢力は現在よりも強くなり、いわゆる「スーパー台風」と呼ばれるような強力な台風の発生が増加し、それによる日本への影響なども含めて増加するであろうと懸念されている。しかしその一方で、台風の発生数は温暖化により現在よりも少なくなるともいわれている。